# Geschichte der Straßenbahn Frankfurt am Main

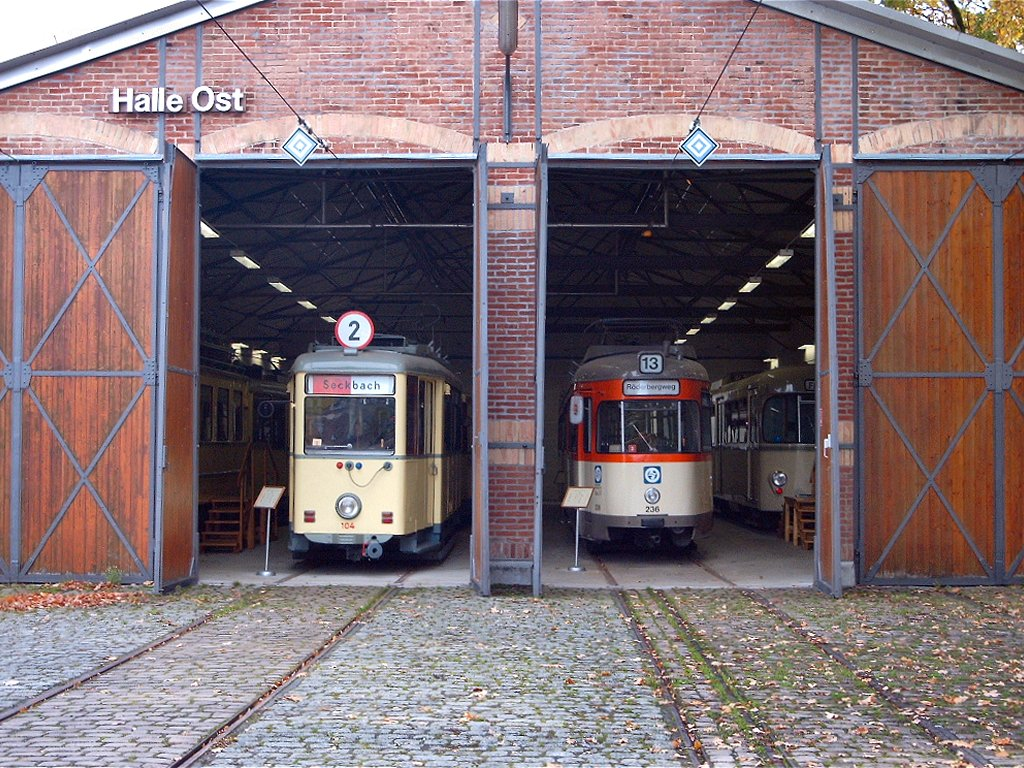
Die Geschichte der Frankfurter Straßenbahn wird im Verkehrsmuseum Frankfurt am Main in Frankfurt-Schwanheim dokumentiert.

Die weit über hundertjährige Geschichte der Frankfurter Straßenbahn umfasst eine Vielzahl von privaten und öffentlichen Betreibern, eine der ersten elektrischen Tramlinien der Welt und heftige verkehrspolitische Konflikte. Nachdem die Straßenbahn Frankfurt am Main jahrzehntelang abgeschafft werden sollte, vollzog sich Anfang der 90er Jahre eine Wende in der städtischen Verkehrspolitik. Seitdem wird wieder in neue Fahrzeuge und Strecken investiert.
Der Straßenbahnverkehr in Frankfurt begann am 19. Mai 1872 mit der Eröffnung der ersten Pferdebahnlinie, der rasch weitere Strecken folgten. 1884 folgte mit einer elektrisch betriebenen Linie die erste kommerziell betriebene elektrische Straßenbahn in Deutschland – aus heutiger Sicht mit exotischer Elektrotechnik. 15 Jahre lang blieb diese Linie ein Fremdkörper im Frankfurter Tramverkehr. 1888/89 eröffneten zwei private Unternehmen Dampfstraßenbahnlinien, 1891 experimentierten zwei weitere Unternehmen mit dem elektrischen Antrieb und setzten dabei auf Unterleitungen beziehungsweise Akkus, was in beiden Fällen nicht zu dauerhaftem Erfolg führte. Erst 1899 fuhren die ersten elektrischen Straßenbahnen mit der bis heute verwendeten einpoligen Oberleitung, einer Technik, die sich rasch durchsetzte.
Neben verschiedenen Privatunternehmen beteiligte sich ab 1898 auch die Stadt Frankfurt am Straßenbahnverkehr, ab 1906 auch die Nachbarstadt Offenbach, deren Netz mit den Frankfurter Linien verbunden war. Das letzte private Straßenbahnunternehmen ging 1955 in städtischen Besitz über, seit 1968 sind die Frankfurter Stadtwerke die einzigen Betreiber in der Region.

## Die Ursprünge
In Frankfurt gab es vom 19. Mai 1872 bis 17. Juni 1904 Straßenbahnen mit Pferden als Zugtiere, vom 12. Mai 1888 bis 1929 Dampfstraßenbahnen, und seit dem 18. Februar 1884 fahren in Frankfurt elektrische Straßenbahnen.
Die ersten öffentlichen Verkehrslinien in Frankfurt wurden mit Pferdeomnibussen betrieben. Die ersten Strecken verbanden die ab 1839 entstehenden Endbahnhöfe der neuen Eisenbahnlinien miteinander und mit dem Stadtkern. Die Frankfurter Omnibus-Gesellschaft (FOG) betrieb ab 1863 drei feste Linien, von Bockenheim zum Hanauer Bahnhof, vom Westend zum Lokalbahnhof und von der Hauptwache nach Bornheim.
In den ersten Jahrzehnten gehörten die Frankfurter Straßenbahnen privaten Betreibern. Von diesen war die Frankfurter Trambahn-Gesellschaft die bedeutendste, denn sie schuf mit ihren innerstädtischen Pferdebahnlinien das Grundgerüst des später städtischen Straßenbahnnetzes.

### Die Pferdebahnen der Frankfurter Trambahn-Gesellschaft

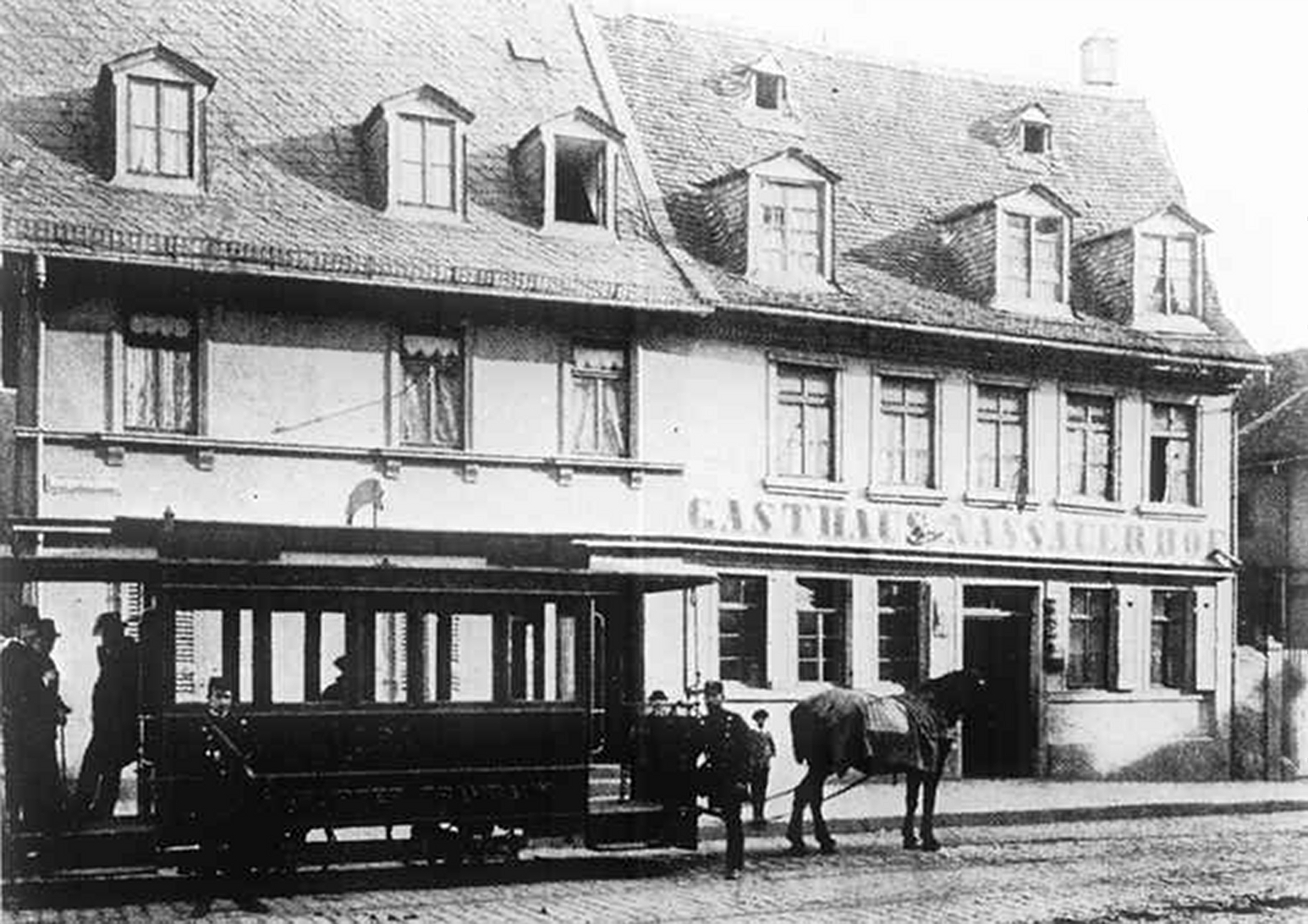
Pferdebahn an der Endhaltestelle „Bornheim Schule“ in Bornheim vor dem „Nassauer Hof“ (heute: „Solzer“) in der Berger Straße, ab 1881

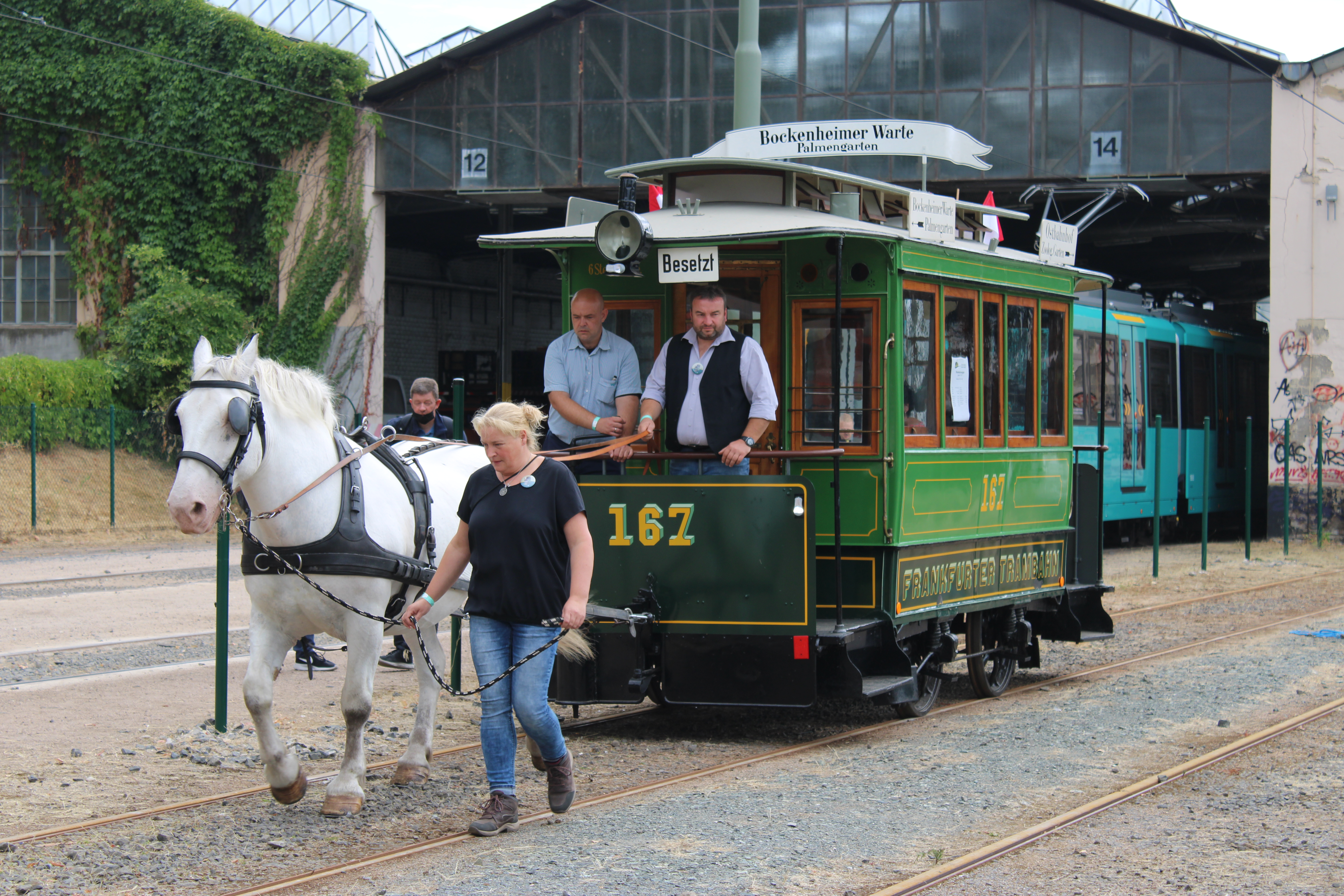
Pferdebahnwagen 167 der FTG des Frankfurter Verkehrsmuseums in Betrieb im Betriebshof Eckenheim 2022

Die 1872 als Tochter der Brüsseler Firma F. de la Hault & Cie gegründete Frankfurter Trambahn-Gesellschaft (FTG) führte in Frankfurt den Straßenbahnverkehr mit Pferdebahnen ein. Am 19. Mai 1872 eröffnete sie die erste Linie mit Pferden als Zugtiere vom Schönhof in der nordwestlichen Nachbarstadt Bockenheim über die Bockenheimer Warte, durch das Westend über die Bockenheimer Landstraße und den heutigen Opernplatz zur Hauptwache.
Die FTG entschied sich für Gleise in einer Spurweite von 1435 mm, wie sie auch damals überwiegend bei der Eisenbahn üblich war, die sogenannte Normalspur. Die damals getroffene Entscheidung hat bis heute Bestand, alle Frankfurter Straßen- und U-Bahn-Strecken weisen diese Spurweite auf, auch wenn die Zugpferde längst durch elektrische Triebwagen verdrängt wurden.
Die erste Linie wurde kurze Zeit später über die Zeil in Richtung Osten verlängert und erreichte 1875 den Hanauer Bahnhof. Ab 1879 führte eine zweite Linie vom zwei Jahre zuvor eingemeindeten Bornheim (Uhrtürmchen) über den Sandweg zur Friedberger Anlage, ein Jahr später schon bis zu den Westbahnhöfen. Diese Linie wurde am 24. Oktober 1881 bis zur Kirchner-Schule am Hohen Brunnen verlängert. Ebenfalls 1881 fuhren erstmals Pferdebahnen über den Main nach Sachsenhausen, seit 1882 fahren Bahnen ins Nordend.
Die nordwestlich von Frankfurt gelegene Stadt Rödelheim erhielt 1889 Anschluss an die Pferdebahn. Allerdings führte die Linie nur bis zum Schönhof, eine Verbindung zur dort beginnenden Ur-Linie bestand zunächst nicht, da hier die Strecke der Main-Weser-Bahn verlief, die mit Passagieren besetzte Pferdebahnwagen nicht ebenerdig kreuzen durften. Erst mit dem Bau der Breitenbachbrücke 1915 wurde eine durchgehende Linie von Rödelheim in die Innenstadt geschaffen.
In den 90er Jahren folgten weitere Strecken durch das Stadtzentrum und den schnell wachsenden Gründerzeitgürtel. So fuhren ab 1892 Pferdebahnen bis zum Hauptfriedhof, ab 1895 zur Galluswarte.
1898 hatte das Netz der FTG eine Länge von etwa 30 Kilometern erreicht und wurde von 16 Linien befahren.

### Die erste Elektrische Straßenbahn

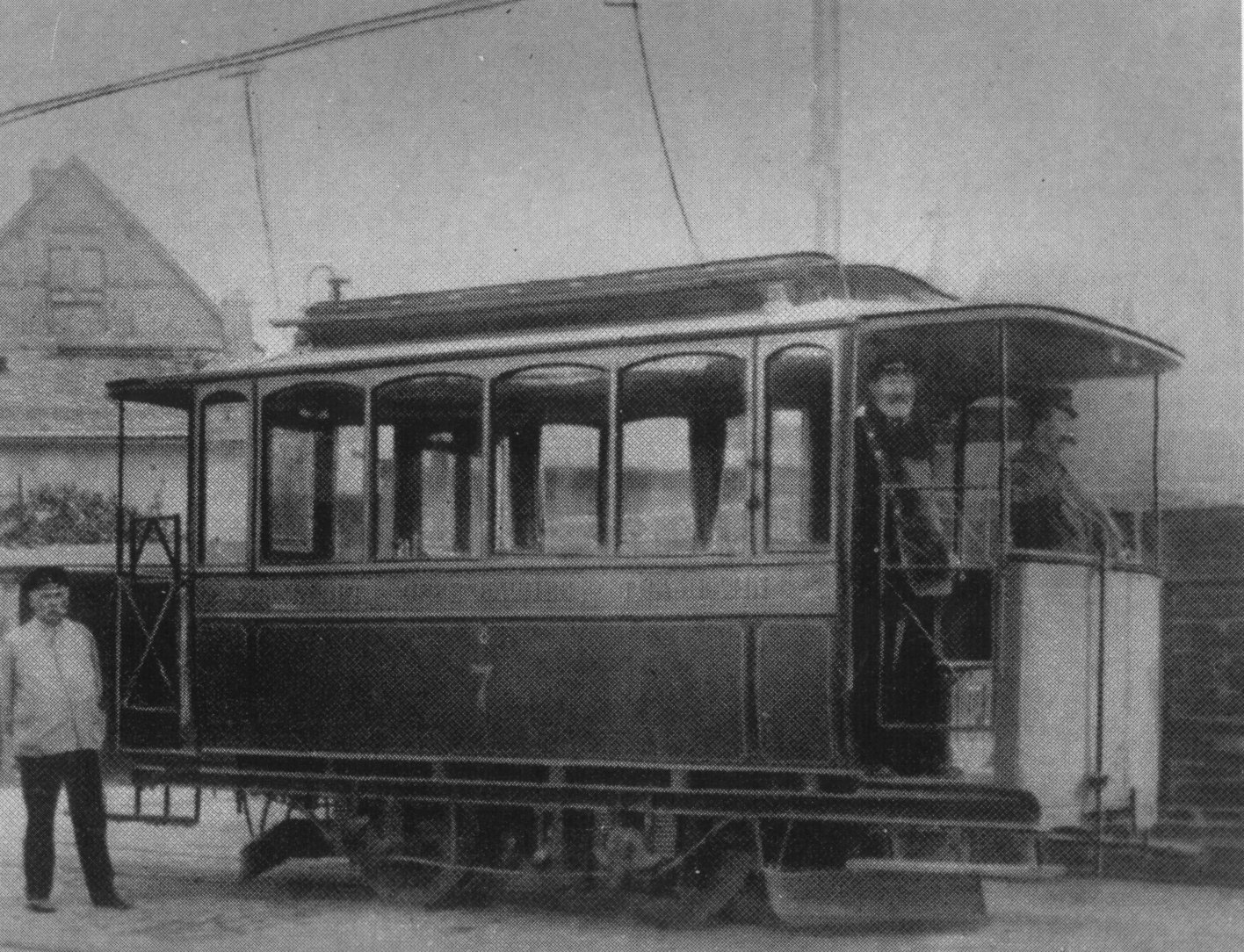
Frankfurts erste elektrische Straßenbahnlinie nahm bereits 1884 den Betrieb auf.

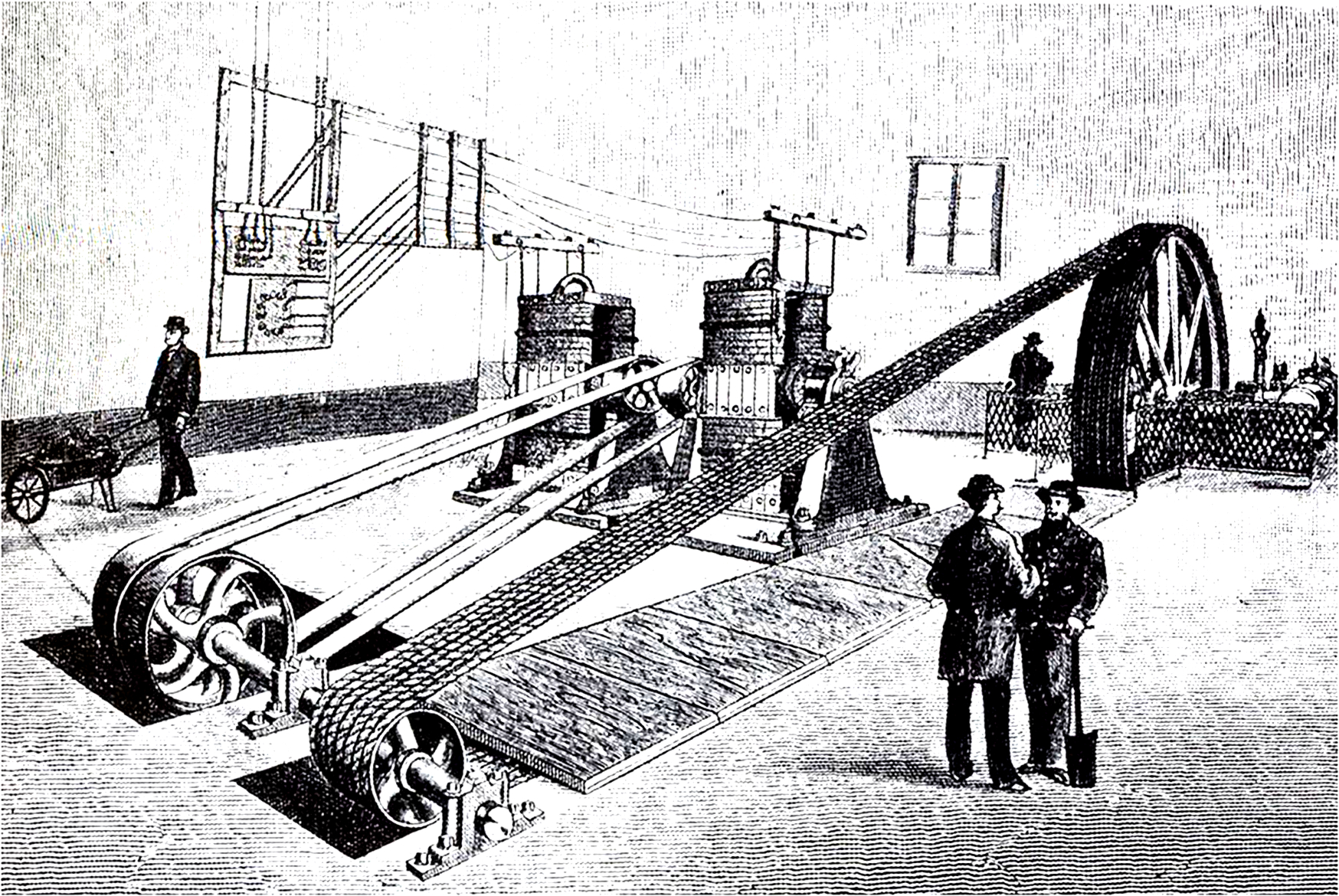
Kraftwerk der Frankfurt-Offenbacher Trambahn-Gesellschaft

1882 beantragte ein Offenbacher Konsortium die Genehmigung für den Bau einer elektrischen Straßenbahn von Sachsenhausen nach Offenbach. Es handelte sich um ein echtes Pionierprojekt, da sie eine der ersten elektrischen Straßenbahnen überhaupt werden sollte. Erst ein Jahr zuvor, am 16. Mai 1881, hatte die weltweit erste elektrisch betriebene Teststrecke in Lichterfelde bei Berlin den Verkehr aufgenommen und am 1. Mai 1882 die zweite von Charlottenburg zum Spandauer Bock. Nun sollte, wie in Berlin unter Beteiligung von Siemens & Halske, eine elektrische Straßenbahn unter echten Einsatzbedingungen kommerziell ihre Tauglichkeit beweisen und Passagiere zwischen Frankfurt und Offenbach transportieren. Ende 1883 wurde die Konzession erteilt und bald darauf mit dem Bau begonnen und eine Betreibergesellschaft, die Frankfurt-Offenbacher Trambahn-Gesellschaft (FOTG) gegründet. Am 18. Februar und 10. April 1884 konnte die 6,7 km lange Strecke eröffnet werden.
Die Strecke begann an der Sachsenhäuser Seite der Alten Brücke und verlief über die Offenbacher Landstraße und durch die Gemeinde Oberrad bis zur preußisch-hessischen Landesgrenze. Von dort fuhr die Straßenbahn durch Offenbach, über die Frankfurter Straße und den Marktplatz bis zum Mathildenplatz. Das Depot mit eigenem Kraftwerk und Betriebsbüro lag in Oberrad am Buchrainplatz. Die FOTG entschied sich als einziger Straßenbahnbetreiber im Frankfurter Raum für die schmalere Spurweite von 1000 mm, die sogenannte Meterspur. Die Bahnen erreichten eine für damalige Verhältnisse beachtliche Geschwindigkeit von etwa 20 km/h.
Die Strecke der FOTG besaß, als vierte elektrische Straßenbahnanlage der Welt, noch stark experimentellen Charakter. Die Technik des elektrischen Antriebs stand noch am Anfang ihrer Entwicklung. Die eingesetzten Lösungen wirken aus heutiger Sicht teilweise recht exotisch. So verwendete die Bahn nicht eine Oberleitung, sondern zwei. Die Stromrückführung erfolgte nicht wie heute über die Räder und die Gleise, sondern, ähnlich wie bei einem Trolleybus, über den zweiten Oberleitungsdraht. Damit die Räder keinen Strom leiten konnten, waren sie aus Holz gefertigt und wurden mit einem Radreifen aus Stahl zusammengehalten. Die Oberleitungen bestanden nicht aus einfachen Fahrdrähten, die von einem Stromabnehmer bestrichen wurden (erste Stromabnehmer in der sog. Lyraform kamen erst 1889 auf), sondern aus kleinen Kupferröhren mit einem Schlitz an der Unterseite (Schlitzrohrfahrleitung). In diesen Röhren saßen kleine Kontaktwägelchen, die die Bahn an Drähten hinter sich herzog. Die Fahrspannung betrug 300 Volt Gleichstrom.
Aufgrund der verwendeten, noch nicht ausgereiften Technik litt der Fahrbetrieb unter häufigen Pannen. Die Kontaktschiffchen fielen oft aus den Kupferrohren und mussten mühsam per Hand wieder eingesetzt werden. Daher wurde auf jedem Triebwagen eine Leiter mitgeführt, um die Kontakte schnell wieder einhängen zu können. Auch die Gleisanlagen und der Antrieb waren noch nicht ausgereift. So musste täglich zwischen 11 und 12 Uhr eine halbstündige Betriebspause eingelegt werden, um die Fahrzeuge mit Wagenfett einschmieren zu können.
Die unsanfte Fahrweise der Bahn brachte ihr im Volksmund bei den Passagieren den Namen Knochemiehl (Knochenmühle) ein.
Da es noch keine öffentliche Stromversorgung gab, war zum Betrieb der Bahn der Bau eines eigenen Kohlekraftwerks nötig, das auch erstmals elektrischen Strom an Unternehmen und private Haushalte in Oberrad lieferte. Das Kraftwerk war in der gesamten Zeit des Betriebes der FOTG von 1884 bis 1906 in Betrieb.

### Die Eschersheimer Lokalbahn

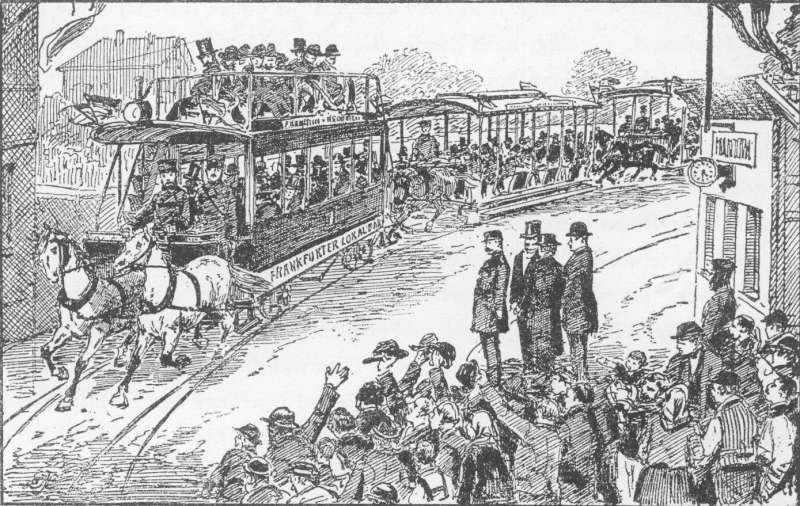
Die Pferdebahn der FLAG in der Eschersheimer Landstraße

Am 12. Mai 1888 eröffnete die Frankfurter Lokalbahn AG (FLAG) eine Pferdebahnlinie von der Frankfurter Innenstadt nach Eschersheim. Die Strecke führte vom Eschenheimer Tor am nördlichen Rand des Stadtzentrums über die Eschersheimer Landstraße bis in die rund 5 km nördlich gelegene Nachbargemeinde. Die eingleisige Strecke endete am damaligen Bahnübergang der Main-Weser-Bahn, in der Nähe befand sich in der Straße Im Wörth das Depot des neuen Betreibers. Auch die FLAG entschied sich für eine Spurweite von 1435 mm, obwohl es zunächst keine Gleisverbindung zu den Pferdebahnen der FTG gab. Noch im selben Jahr ersetzte die FLAG die Pferde durch leistungsfähigere Dampflokomotiven, die Eschersheimer Lokalbahn war damit die erste Dampfstraßenbahn in Frankfurt.

### Die Waldbahn

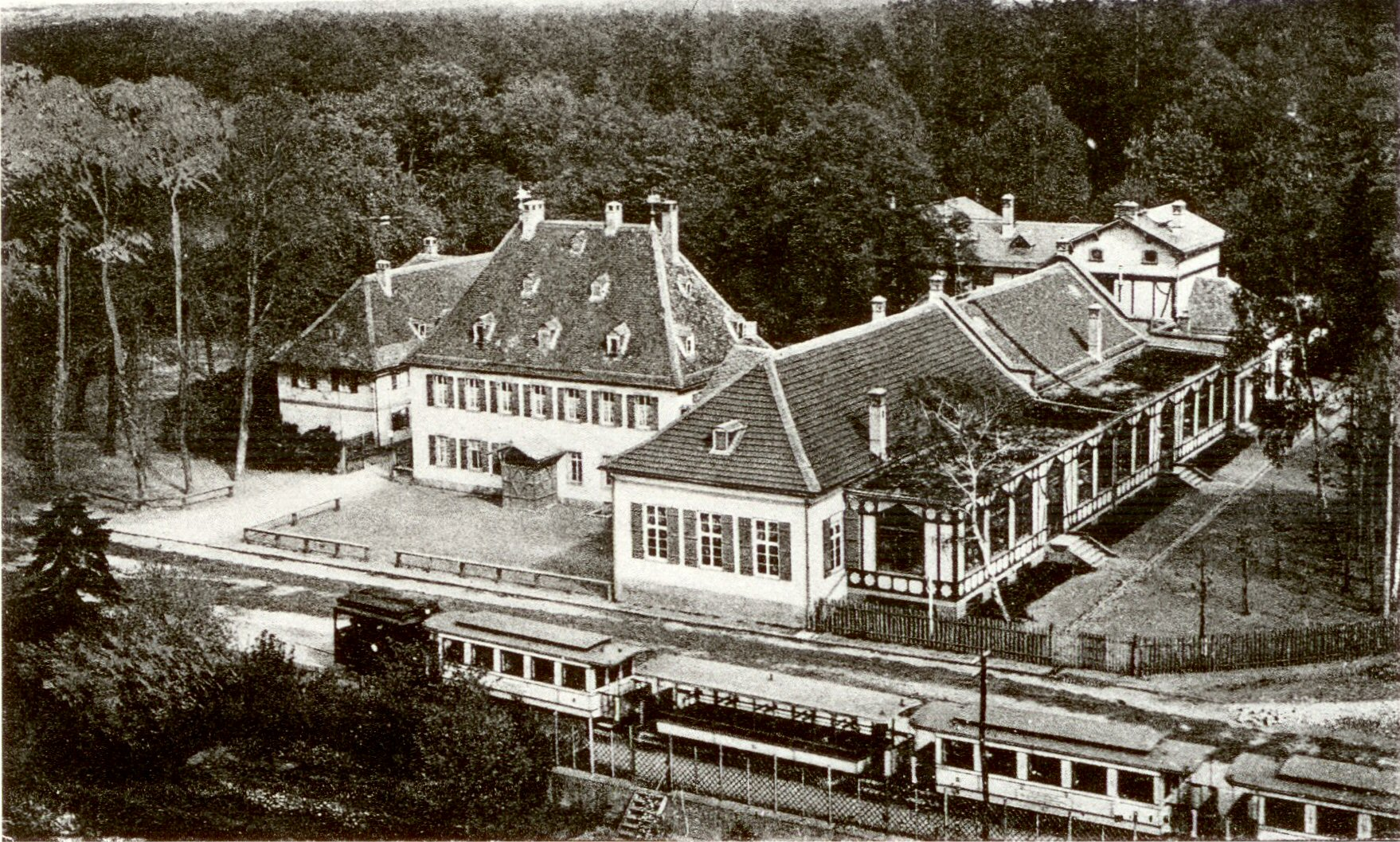
Die Waldbahn am Oberforsthaus, 1904

Ein weiteres Privatunternehmen, die Hostmann & Cie. aus Hannover, erhielt 1887 die Konzession zum Bau von Bahnstrecken im Süden der Stadt und sie auf die Dauer von 35 Jahren zu betreiben. Am 5. Februar und 18. April 1889 eröffnete sie ihre Strecken. Sie begann an zwei Ausgangspunkten in Sachsenhausen, der Untermainbrücke und dem Lokalbahnhof, führte über die Mörfelder Landstraße nach Südwesten und spaltete sich in drei Äste, die in die Vororte Niederrad, Neu-Isenburg und Schwanheim führten.
Die Waldbahn setzte von Beginn an auf Dampfantrieb. Die lauten und feuergefährlichen Tramwaylokomotiven sorgten für Unmut bei den Anwohnern der in Sachsenhausen befahrenen Straßen und waren der Grund, weshalb die Waldbahn nicht bis in die Innenstadt fahren durfte. Die Strecken waren überwiegend eingleisig und lagen teilweise in der Straße, zum Teil auch auf eigenem Bahnkörper. Auch die Waldbahn verwendete die Normalspur. Ihre Depots lagen an den Endstationen in Niederrad, Schwanheim und Neu-Isenburg sowie in der Textorstraße in Sachsenhausen. Nachts wurde auf den Strecken ein reger Güterverkehr betrieben.

### Weitere Experimente mit dem elektrischen Antrieb
Anlässlich der Internationalen Elektrizitätsausstellung 1891 führten die Firmen Schuckert & Co. auf der Strecke Kaiserstraße – Mainkai und die Firma Siemens & Halske auf der Strecke Hauptbahnhof – Opernplatz elektrische Straßenbahnen vor. Während der Wagen der Firma Schuckert sowohl mit Strom aus einer Unterleitung und mittels Rollenstromabnehmer auch aus einer Oberleitung versorgt wurde, bezog die Bahn von Siemens & Halske ihren Strom aus Akkumulatoren. Ab dem 1. Mai 1897 verkehrten zwischen dem Hauptbahnhof und der Galluswarte Akkumulator-Straßenbahnen der Frankfurter Trambahn-Gesellschaft im Versuchsbetrieb. Der Hauptgrund für diese Versuche waren kritische Stimmen, die sich wegen der befürchteten „Verschandelung des Stadtbildes“ gegen die Oberleitung einer elektrischen Straßenbahn wehrten, obwohl die bisherigen Erfahrungen bereits klar die technische Überlegenheit des Oberleitungssystems erwiesen hatten. So führten beispielsweise die schweren Akkumulatorfahrzeuge zu erheblichen Schäden an den nur für geringe Achslast ausgelegten Gleisen der Pferdebahn.

### Die Homburger Straßenbahn
Die nördlich von Frankfurt gelegene Kurstadt Bad Homburg vor der Höhe erhielt am 26. Juli 1899 eine elektrische Straßenbahn. Ihre Spurweite betrug wie in Frankfurt 1435 mm. Die Frankfurter Lokalbahn AG führte über ihre Strecke nach Oberursel jahrelang eine durchgehende Linie.

### Die Gebirgsbahn in Oberursel
Die Frankfurter Lokalbahn AG konnte im Oktober 1899 zusätzlich zu ihrer Dampfstraßenbahn in der Eschersheimer Landstraße eine zweite Strecke eröffnen: die so genannte Gebirgsbahn begann am Bahnhof Oberursel der Homburger Bahn und verlief über 4,5 km bis zur Endstation Hohemark im Taunus. Auch die Oberurseler Strecke wurde zunächst mit Dampf betrieben.

## Die Blütezeit der Straßenbahn
Zur Jahrhundertwende erlebte die Frankfurter Straßenbahn zwei wichtige und bis heute gültige Veränderungen: zum einen wurden die meisten Strecken von der Stadt übernommen und in einem städtischen Straßenbahnnetz zusammengefasst. Zum anderen wandelte sich die Straßenbahn durch die Elektrifizierung in ein modernes und leistungsfähiges Massenverkehrsmittel. Ein großzügiger Ausbau des Netzes folgte diesen beiden Ereignissen, und bis zum Zweiten Weltkrieg wuchs das Netz rasant weiter.

### Die Stadt übernimmt den Straßenbahnverkehr

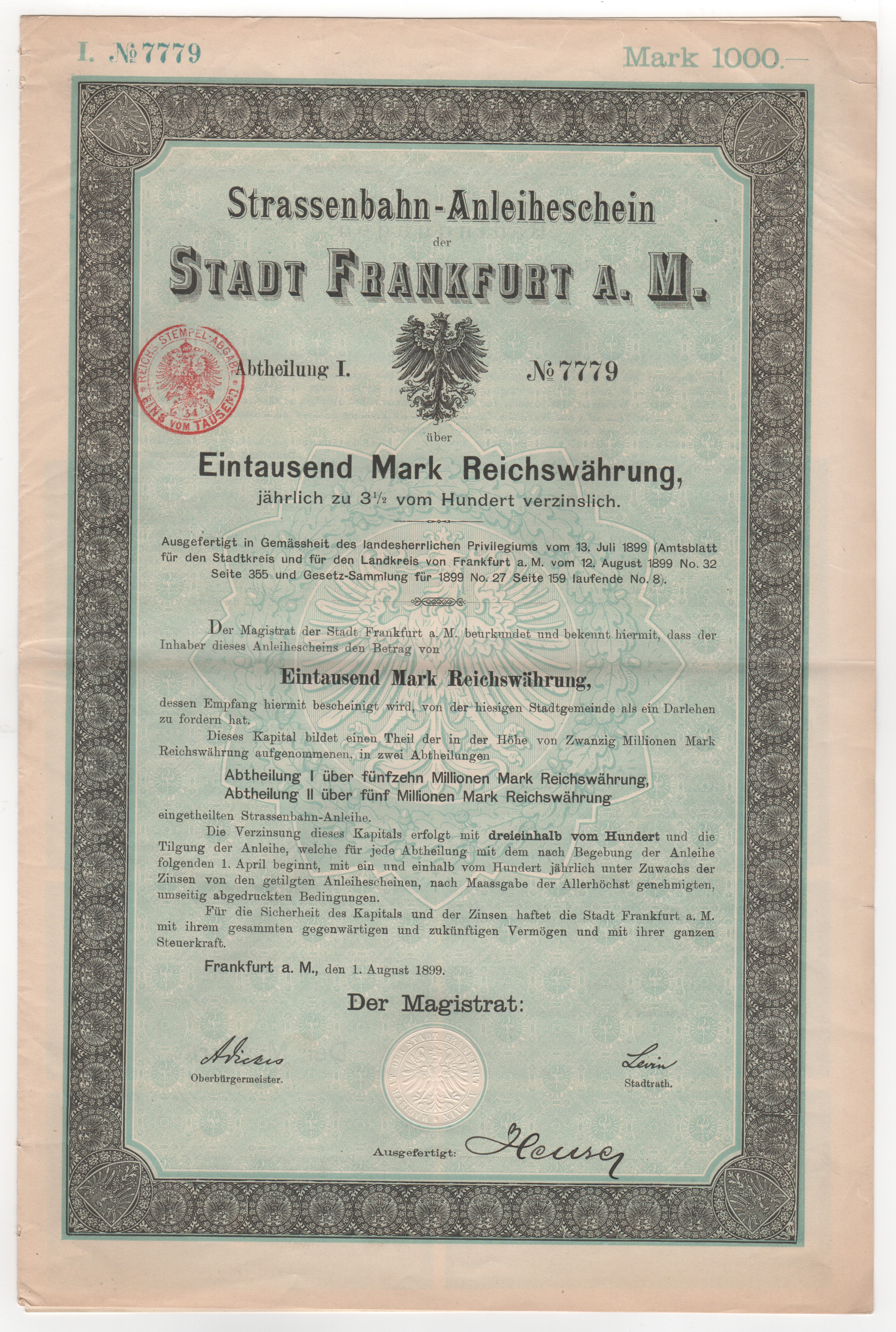
Strassenbahn-Anleihe der Stadt Frankfurt am Main vom 1. August 1899

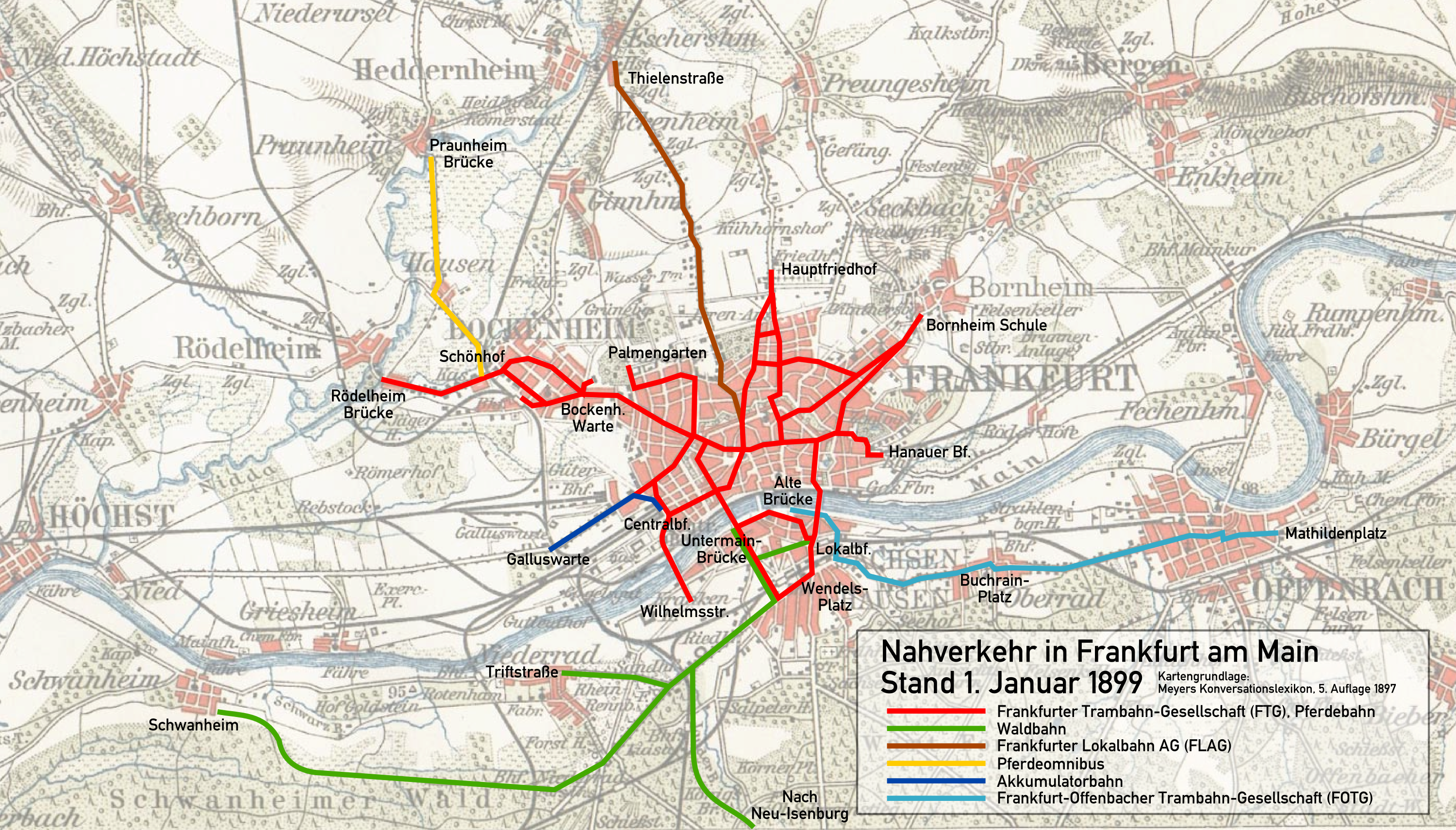
Das Straßenbahnnetz im Jahr 1899

Angesichts des Erfolgs der privatwirtschaftlichen Straßenbahnbetreiber begann sich auch die Stadtverwaltung für den Aufbau eines eigenen Tramnetzes zu interessieren. Der Ende der 90er Jahre technisch zur Einsatzreife gelangte elektrische Antrieb sorgte in zahlreichen Städten der Welt für eine Investitionswelle. Überall galt es, die vorhandenen Pferdebahnnetze auf den erheblich leistungsfähigeren elektrischen Betrieb umzurüsten. Die von der Pferdebahn vor Jahrzehnten gewählten Spurweiten wurden in den meisten Fällen beibehalten, so dass ein Mischbetrieb von Pferde- und elektrischen Bahnen möglich war. Die nun überall eingesetzten elektrischen Bahnen sorgten, gemeinsam mit der anstehenden Jahrhundertwende, bei vielen Stadtbewohnern für einen Schub von Fortschrittseuphorie.
Die Stadt Frankfurt erhielt am 20. Januar 1898 die Konzession für den Betrieb von elektrischen Straßenbahnen. Da das Pferdebahnnetz der FTG schon gut ausgebaut war, entschied man sich gegen den konkurrierenden Aufbau eines eigenen Netzes, sondern man übernahm zum 1. Januar 1898 kurzerhand den privaten Betreiber und seine Tramlinien. Bereits ein Jahr später konnte man die erste Linie auf elektrischen Betrieb umstellen.
1899 übernahm die Stadt außerdem die Frankfurter Waldbahn, behielt jedoch den Dampfbetrieb zunächst bei. Erst 1929 wurden die Linien nach Schwanheim und Neu-Isenburg elektrifiziert und ins städtische Tramnetz einbezogen. Die Niederräder Linie war bereits 1907 durch eine städtische Neubaustrecke ersetzt worden.
Im Jahr 1901 kaufte die Stadt die Eschersheimer Lokalbahn für 500.000 Mark von der FLAG. Noch im gleichen Jahr wurde die Straßenbahnlinie 13 bis zur Holzhausenstraße verlängert, Dampfzüge befuhren jedoch weiterhin die Gesamtstrecke zwischen Eschersheimer Tor und Eschersheim. 1908 wurde auch der Abschnitt Holzhausenstraße–Eschersheim elektrifiziert und in das städtische Netz integriert.
1906 übernahmen die Städte Frankfurt und Offenbach die Linie der FOTG, die aufgrund ihrer abweichenden Spurweite und ihrer exotischen Antriebstechnik ein Fremdkörper im Netz geblieben war. Die Strecke wurde auf Normalspur umgespurt, mit modernen Oberleitungen versehen und ging als gemeinsam betriebene Linie 16 ins Netz der elektrischen Straßenbahnen ein.

### Die Elektrifizierung des Netzes

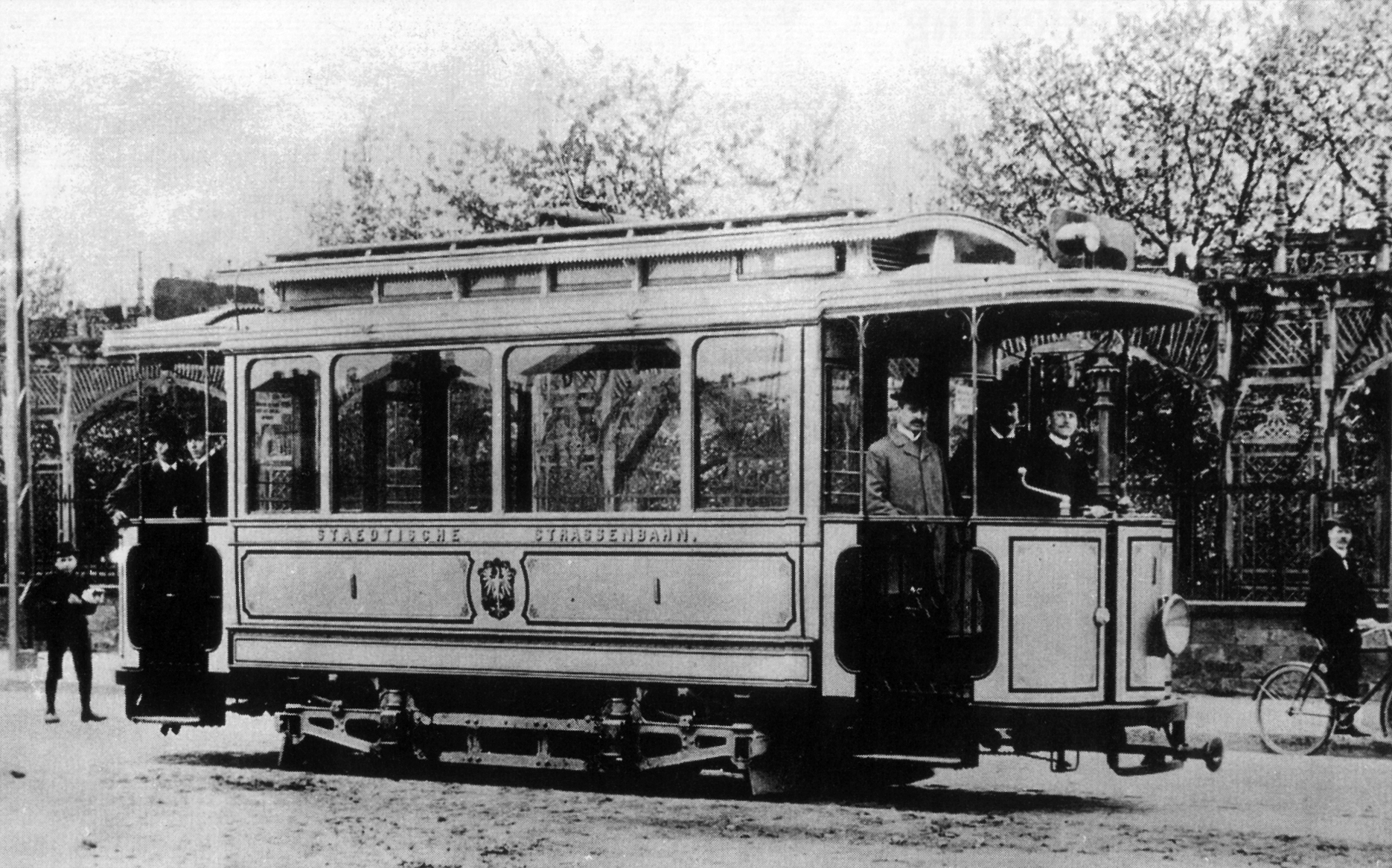
Die erste Generation elektrischer Straßenbahnen (um 1900)

Um das Straßenbahnnetz der Pferdebahn zu elektrifizieren, übertrug die Stadt Frankfurt das Recht auf die Bau- und Betriebsausführung bis zum 1. April 1900 den Firmen Siemens & Halske (S & H) sowie Brown, Boveri & Cie (BBC), um den Betrieb danach selbst zu übernehmen. Man entschied sich für ein bereits in anderen Städten bewährtes System mit einer einpoligen elektrischen Oberleitung System Siemens. Der Gleichstrom mit einer Fahrspannung von 600 Volt wurde in eigens dafür errichteten Unterwerken erzeugt. Die Fahrzeuge erhielten Lyra-Stromabnehmer, die erst im Zweiten Weltkrieg wegen der geringeren Funkenbildung durch Scherenstromabnehmer ersetzt wurden.
Die erste Probefahrt der Elektrischen in Frankfurt führte am 22. März 1899 vom Sachsenhäuser Depot, dem ersten eigenen Depot der Städtischen Straßenbahn, nach Bornheim und zurück, anschließend über die Mörfelder Landstraße zum Palmengarten und von dort wieder zurück nach Sachsenhausen.
Wenige Tage später, am 10. April 1899, wurde die erste elektrifizierte Strecke der Städtischen Straßenbahn in Betrieb genommen. Ausgangspunkt war der Osteingang des Palmengartens an der Siesmayerstraße, von dort ging es über die Feldbergstraße, den Grüneburgweg und dem Reuterweg zum Opernplatz, anschließend über die Neue Mainzer Straße und die Untermainbrücke zum Schweizer Platz. Von dort wurde erst die Mörfelder Landstraße, im Anschluss daran die Darmstädter Landstraße zum Lokalbahnhof genutzt, um anschließend via Obermainbrücke (heute Ignatz-Bubis-Brücke) den Main zu überqueren und über die Lange Straße, die Zeil, den Sandweg, die Arnsburger Straße und die Berger Straße das Ziel Bornheim Schule zu erreichen. Da die gesamte Strecke eine Länge von 11 Kilometern hatte, richtete man zwei Linien ein, deren Endpunkte am Lokalbahnhof waren.
Ab dem 25. Juli 1899 konnte die zweite Strecke in Frankfurt mit elektrischen Triebwagen befahren werden; die Linie führte von der Glauburgstraße zum Lokalbahnhof.
Gegen Ende des Jahres 1900 waren bereits 15 Linien auf elektrischen Betrieb umgestellt, Ende 1901 waren es 17. Die letzten drei Pferdebahnlinien, die Strecken von der Bockenheimer Warte zum Bockenheimer Bahnhof, zum Schönhof und nach Rödelheim wurden am 18. Juni 1904 elektrifiziert.

### Poststraßenbahn

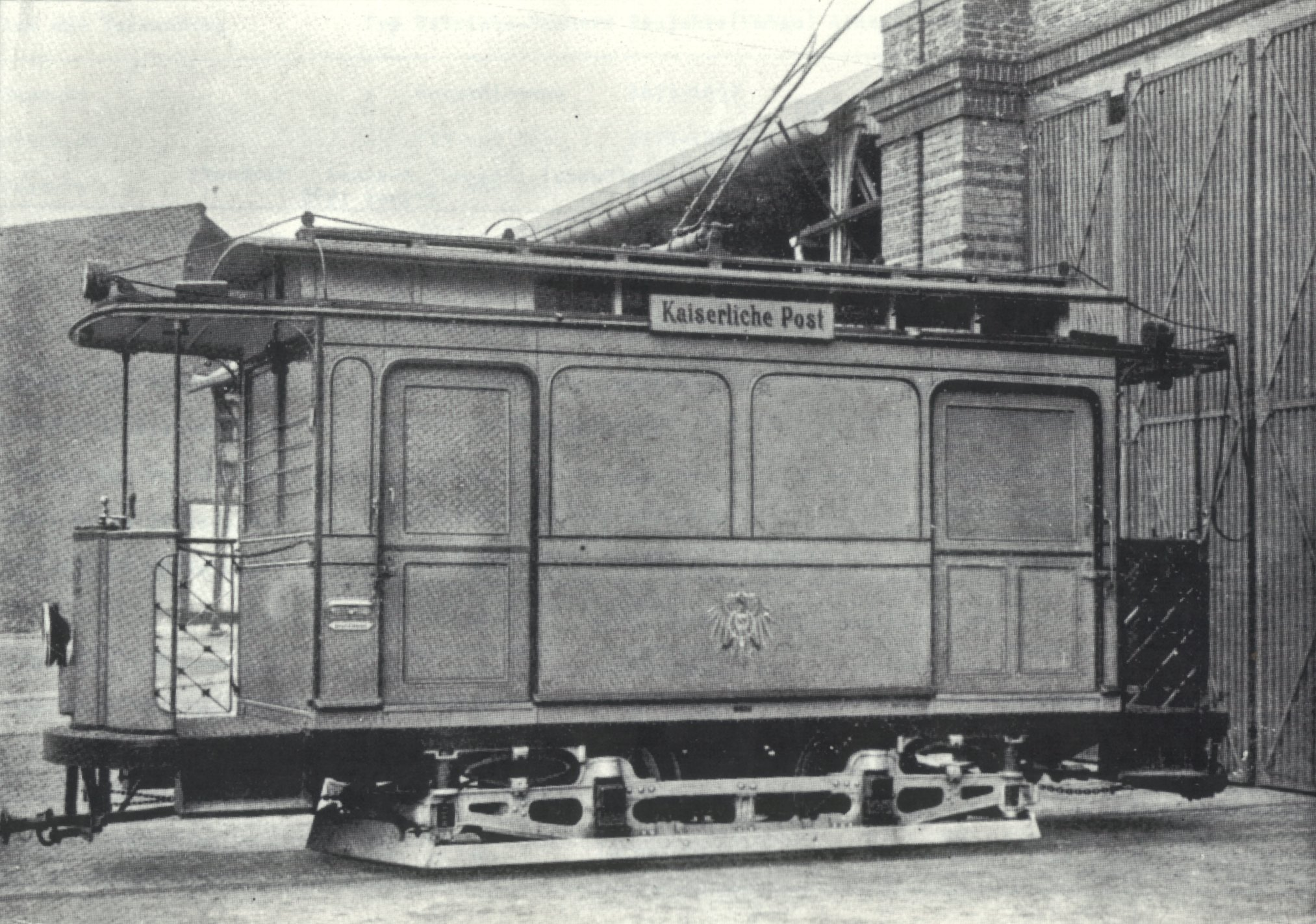
Posttriebwagen 501 der Reichspost, 1901

Neben den regulären Linien wurde in Frankfurt am Main am 1. März 1901 als erster deutscher Großstadt ein elektrischer Poststraßenbahnverkehr der Reichspost eingerichtet, der bis zum 31. Dezember 1951 den Transport von Paketen und Briefen zwischen dem Postamt 9 am Hauptbahnhof und dem Hauptpostamt auf der Zeil, zeitweise auch mit dem Postamt am Ostbahnhof besorgte.

### Die Städtische Straßenbahn Offenbach
Auch in der Nachbarstadt Offenbach engagierte sich die Stadtverwaltung nun im Straßenbahnverkehr. Zusätzlich zur umgespurten Strecke der FOTG baute Offenbach zwei innerstädtische Linien: die Linie 26 verkehrte ab 1907 vom Marktplatz nach Bürgel, die 27 ab 1908 von der Goethestraße zum Hauptbahnhof. Die Gemeinschaftslinie 16 wurde bis zum Offenbacher Friedhof verlängert. Für rund 60 Jahre bestand in Offenbach ein eigenständiges elektrisches Straßenbahnnetz.

### Die Taunusbahnen
Die FLAG, die 1901 ihre Eschersheimer Lokalbahn an die Stadt verkauft hatte, sah nun ihre Aufgabe in der Schaffung einer Verbindung zwischen dem frisch elektrifizierten Frankfurter Straßenbahnnetz und den isolierten Strecken in Bad Homburg und Oberursel. Komplizierte Verhandlungen und Genehmigungsverfahren verzögerten den Baubeginn um mehrere Jahre. Im Mai 1910 konnten die beiden Strecken schließlich in Betrieb genommen werden. Sie waren nicht als Straßenbahn, sondern als nebenbahnähnliche Kleinbahn konzessioniert, und verliefen tatsächlich über große Strecken wie eine Eisenbahn abseits der Straßen. Ausgangspunkt beider Linien war der Bahnhof Heddernheim, wohin die Stadt die Eschersheimer Linie mittlerweile verlängert hatte. Die FLAG konnte die nun städtischen Gleise in der Eschersheimer Landstraße mitbenutzen und schuf so Direktverbindungen von Oberursel und Homburg ins Frankfurter Stadtzentrum. Die Endstation lag am Schauspielhaus. Auch in Homburg wurden die Gleise der dortigen Straßenbahn mitbenutzt, der Homburger Endpunkt lag im Zentrum der Kleinstadt, am Marktplatz. Die Oberurseler Gebirgsbahn wurde elektrifiziert und Teil der neuen Verbindung. Die Linien der FLAG trugen die Nummern 24 (Oberursel) und 25 (Bad Homburg). In Bommersheim bei Oberursel entstand ein neues Depot. Die FLAG wurde 1912 von Lahmeyer übernommen und gehörte seitdem demselben Eigentümer wie die Homburger Straßenbahn. Nach der Stilllegung des Homburger Netzes und der Saalburgbahn 1935 betrieb die FLAG noch 20 weitere Jahre Straßenbahnverkehr in Bad Homburg.

### Die Straßenbahn auf dem Höhepunkt ihrer Entwicklung
Nach der erfolgten Elektrifizierung aller Straßenbahnstrecken bis 1904 wuchs das Straßenbahnnetz rasch weiter: In der wachsenden Innenstadt selbst entstanden bis 1910 zahlreiche neue Verbindungen, eingemeindete Vororte erhielten in der Folgezeit bis Anfang der 1930er Jahre einen Straßenbahnanschluss. 1929 wurden die Strecken der Frankfurter Waldbahn elektrifiziert und in das Straßenbahnnetz eingegliedert. 1931 wurde die neue Ernst May-Siedlung am Bornheimer Hang angebunden. 1938 erreichte die Zahl der Frankfurter Straßenbahnlinien mit 32 ihren Höchststand, das Netz hatte zu diesem Zeitpunkt eine Ausdehnung von rund 125 km erreicht.
Gegen Ende der 20er Jahre begannen auch erste Experimente, den Straßenbahnbetrieb attraktiver zu gestalten. Aus Mailand wurde 1929 ein Peter-Witt-Großraumwagen von der Azienda Tranviaria Municipale Milano ausgeliehen und ausgiebig auf der Linie 23 getestet, er konnte wegen der konstruktiven Unterschiede zu den zweiachsigen Wagen aber nicht voll befriedigen. Insbesondere das Prinzip des Fahrgastflusses (hinten einsteigen, durchgehen, vorne aussteigen) war den Frankfurtern noch fremd, es konnte sich erst in den 50er Jahren mit der Lieferung der Großraumwagen der Baureihe L durchsetzen. Aus den Erfahrungen mit diesem Exoten resultierten weitere Versuche, um den Betrieb wirtschaftlicher zu gestalten. Ein D-Triebwagen wurde 1930 fest mit einem d-Beiwagen verbunden, um pro Zug einen Schaffner einsparen zu können, zur Beschleunigung des Fahrgastwechsels wurden auch elektropneumatisch fernsteuerbare Türen eingebaut. Das Konzept konnte sich allerdings nicht durchsetzen, so dass das als Dd bezeichnete Fahrzeug ein Einzelstück blieb und bis zum Ausbruch des Zweiten Weltkrieges hauptsächlich für Stadtrundfahrten eingesetzt wurde. Ebenfalls wurden 1931 ein D-Triebwagen mit einem weiteren D-Triebwagen verbunden (Typ DD), um einen vierachsigen Doppeltriebwagen zu erhalten. Er wurde bis Kriegsbeginn auf den Linien 0, 1, 6 und 17 eingesetzt.

### Die Straßenbahn im Zweiten Weltkrieg

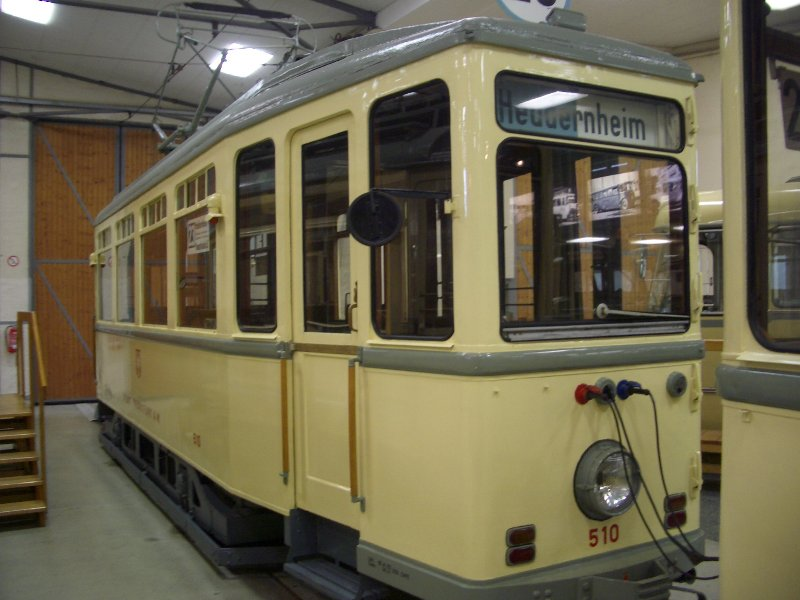
Fahrzeuge des Typs H wurden ab 1939 beschafft

Der Zweite Weltkrieg machte sich auch bei der Straßenbahn schnell bemerkbar. Der Großteil des Fahrpersonals wurde ab 1940 zum Kriegsdienst eingezogen. Durch die Verwendung von Fremdarbeitern aus den besetzten westeuropäischen Ländern und im Schnellverfahren ausgebildeten Studenten konnte dies zeitweise ausgeglichen werden, während der städtische Busverkehr wegen Treibstoff- und Fahrzeugmangel weitgehend zum Erliegen kam. Mit Beginn der alliierten Luftangriffe auf Frankfurt am Main um 1943 wurde der Straßenbahnverkehr zunehmend beeinträchtigt. Bei den schweren Luftangriffen 1944 wurde ein mittelgroßer Teil des Rollmaterials und fast alle Betriebshöfe in der Innenstadt zerstört, die erhaltenen, beschädigten Fahrzeuge konnten wegen des Mangels an Ersatzteilen meist nur notdürftig fahrbereit gemacht werden. Um die größten Mängel zu mindern, erhielt Frankfurt noch 1944 20 Kriegsstraßenbahnwagen von der Waggonfabrik Fuchs.
Eine besondere Episode während des Zweiten Weltkrieges stellte der Güterverkehr dar, der von der Frankfurter und Offenbacher Straßenbahn zur Aufrechterhaltung der Versorgung der Bevölkerung mit Lebensmitteln und später auch Heizmaterial (Koks) zusätzlich zum Personenverkehr eingerichtet wurde. Zu befördernde Güter wurden in umgebauten Beiwagen der Typen cu und du transportiert, zur Verladung von Lebensmitteln wurden eigens auf dem Hof der Frankfurter Großmarkthalle Straßenbahngleise verlegt. Die zwischen dem Frankfurter Theaterplatz und dem Offenbacher Alten Friedhof verkehrende Güterlinie 26 konnte dagegen von jeder Person mit Gepäck oder Fracht benutzt werden. Die Fracht fand in umgebauten Beiwagen Platz, während ihr Besitzer im Triebwagen an der Fahrt teilnehmen konnte.
Mit der Eroberung Frankfurts durch die US-Armee am 25. März 1945 kam der Straßenbahnverkehr völlig zum Erliegen. Die Sprengung aller Mainbrücken durch die Wehrmacht kurz vor Kriegsende hatte das Netz zweigeteilt, die Verwendung von stählernen Straßenbahnwagen der Typen F und H als Panzersperren, wie es in Berlin und anderen Städten geschehen war, konnte allerdings durch das Straßenbahnpersonal verhindert werden.

### 1940er und 50er – Wiederaufbau und Wirtschaftswunder

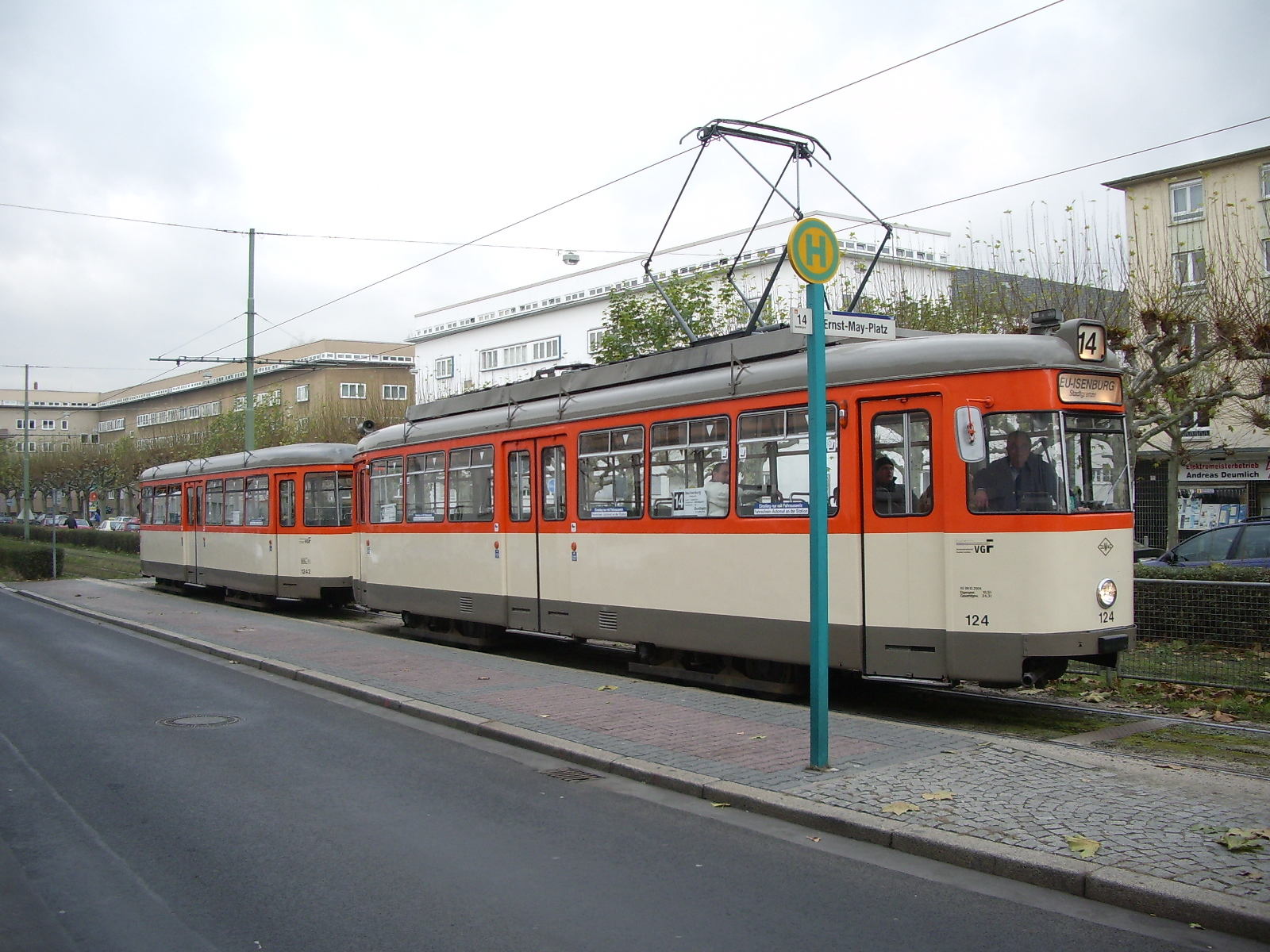
Züge der Baureihe L wurden ab 1955 in Betrieb genommen.

Bereits am 24. Mai 1945 verkehrten wieder zwei Straßenbahnlinien zwischen Nied und Bornheim. Nach der Enttrümmerung der Innenstadt und der Wiederherstellung von Gleisen und Oberleitung konnte bereits 1946 auf den meisten Strecken ein bescheidener Straßenbahnverkehr durchgeführt werden, der jedoch nach wie vor durch die gesprengten Mainbrücken und einen chronischen Fahrzeugmangel beeinträchtigt war. Einzig auf der nicht vollständig gesprengten Wilhelmsbrücke (heutige Friedensbrücke) stand ein einzelnes Gleis zur Verfügung, auf dem wegen des starken Militärverkehrs ausschließlich nachts Wagen die Mainseite wechseln konnten.
Zwischen Sommer 1945 und Ende 1950 verkehrten zudem zwei Sonderlinien, deren Benutzung ausschließlich Angehörigen der alliierten Streitkräfte vorbehalten war. Die als „Roundup“ bezeichneten Linien 13 und 39 verbanden das im I.G.-Farben-Haus untergebrachte amerikanische Hauptquartier mit dem Hauptbahnhof und Heddernheim (Linie 13) bzw. Preungesheim (Linie 39). Auf beiden Linien wurden ausschließlich die komfortablen Vorkriegsbaureihen F, G und H eingesetzt, die sich – im Gegensatz zu den restlichen Fahrzeugen – auch in optimalem Erhaltungszustand befanden. Zeitweise waren die Fahrzeuge sogar mit Farben aus Armee-Restbeständen olivgrün lackiert worden, um sie leichter von herkömmlichen Straßenbahnen unterscheidbar zu machen. Die Züge der Roundup-Linien waren die einzigen Straßenbahnen, die das Sperrgebiet rund um das I.G.-Farben-Haus auf der Eschersheimer Landstraße und dem Reuterweg durchfahren durften. Die Linien 23, 24 und 25 von der Innenstadt in Richtung Heddernheim und Taunus mussten bis Juni 1948 das Sperrgebiet über die Eckenheimer Landstraße und die erst 1945 gebaute Strecke auf dem Marbachweg umfahren.
Die letzten Wiederaufbaumaßnahmen beinhalteten die Wiederherstellung der Mainbrücken in der Innenstadt. Nachdem 1949 die Ober- und Untermainbrücke wieder für Straßenbahnen befahrbar waren, folgte 1951 an Stelle der ehemaligen Wilhelmsbrücke die neu errichtete Friedensbrücke.
Die 1950er Jahre schließlich waren von letzten Lückenschlüssen und Streckenerweiterungen geprägt. Am 22. Januar 1953 war die bereits vor dem Krieg geplante Verlängerung von Nied nach Höchst und eine Verbindung von Bornheim zum Riederwald (heutige Linie 12) eröffnet worden, am 31. März 1957 folgte schließlich die Inbetriebnahme der Strecke ins damals noch selbstständige Enkheim – es sollte für über 40 Jahre die letzte Netzerweiterung der Straßenbahn bleiben. 1955 erfolgte auch die erste größere Stilllegung, die Strecken zum Südfriedhof und zum Palmengarten wurden am 21. Mai 1955 eingestellt.
Gleichzeitig erfolgte die dringend erforderliche Modernisierung des Fahrzeugparkes. 1955 nahm man die beiden ersten Düwag-Großraumwagen der Baureihe L in Betrieb, 1959 folgten die ersten Gelenktriebwagen der Baureihe M.

## Stilllegungen und Schnellbahnbau
Die umfangreichen Modernisierungen der 1950er Jahre konnten nicht verhindern, dass auch in Frankfurt viele Verkehrspolitiker die Straßenbahn als ein veraltetes Verkehrsmittel ansahen. Der immer stärker werdende Automobilverkehr forderte immer mehr Raum, die Verlegung des öffentlichen Verkehrs unter die Erde erschien ab Beginn der 1960er Jahre die geeignete Lösung zu sein. Die Schnellbahnnetze von U- und S-Bahn sollten die Straßenbahn ersetzen. Zahlreiche Streckenstilllegungen waren die Folge, und der baldige Abschied von der Frankfurter Straßenbahn schien nur noch eine Frage weniger Jahre zu sein.

### 1960er – Konkurrenz zu den Schnellbahnen

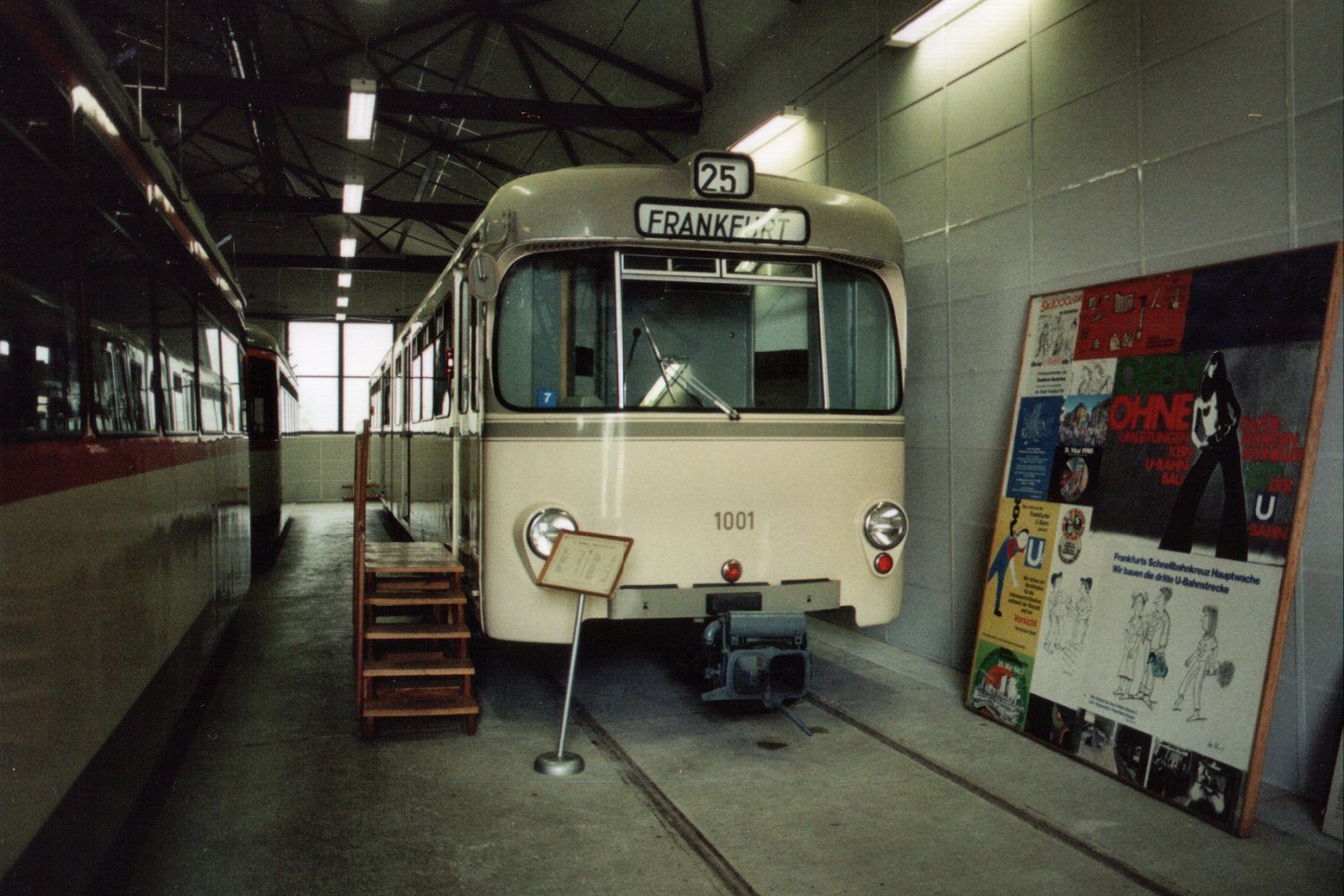
Der Stadtbahn-Prototyp U1, rechts davon zeitgenössische U-Bahn-Werbung

Trotz aller Bemühungen, den Straßenbahnbetrieb mit besseren Verkehrsführungen, Großraumstraßenbahnwagen, Endhaltestellen mit Wendeschleifen und der Einstellung unrentabler Strecken schneller und effizienter zu gestalten, verringerte sich die Reisegeschwindigkeit vor allem in der Innenstadt enorm. Hauptursache war der stetig wachsende Individualverkehr, der einen flüssigen Bahnbetrieb in der Hauptverkehrszeit praktisch unmöglich machte.
Um einen Zusammenbruch des Straßenbahnverkehrs zu vermeiden, wurden die Fahrtzeiten auf den am stärksten betroffenen Linien um 15 Minuten verlängert, was den Einsatz von 19 zusätzlichen Zügen erforderlich machte.
Die nachlassende Attraktivität des öffentlichen Schienenverkehrs in Frankfurt und der immer stärkere Individualverkehr führten bereits in den frühen sechziger Jahren zu einem Rückgang der Beförderungszahlen, verbunden mit einem rasch steigenden Defizit der Stadtwerke. Daher suchte man ein neues Verkehrsmittel, das die Straßen entlasten und den Individualverkehr – dem man in Zukunft den Vorrang geben wollte – weniger stark behindern würde. Nachdem zunächst eine Einschienenbahn nach dem Prinzip ALWEG vorgeschlagen worden war, traf die Stadtverordnetenversammlung schließlich am 4. Juli 1961 die Entscheidung, ein Stadtbahnsystem zu errichten und die Straßenbahnlinien in der Innenstadt in Tunnel zu verlegen. Ein Vorteil dieses Systems war, dass man die Tunnelstrecken außerhalb der Innenstadt bis zum Weiterbau des Tunnels provisorisch an die vorhandenen Straßenbahnstrecken anschließen konnte. So konnte die vorhandene Straßenbahninfrastruktur zu einem großen Teil weiterverwendet werden, während sie zu einer Einschienenbahn oder herkömmlichen U-Bahn nicht kompatibel gewesen wäre.

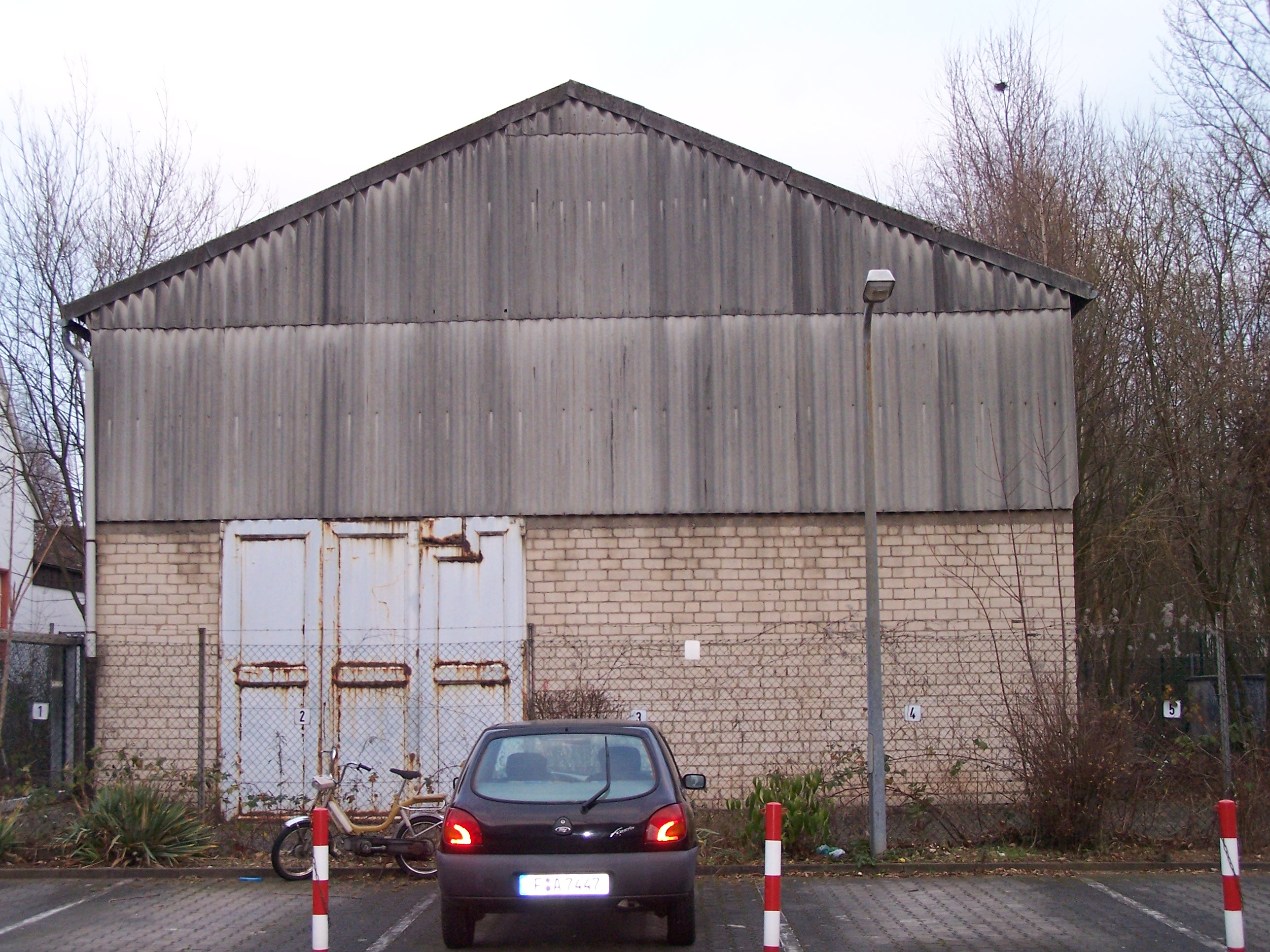
Zustand der Einfahrt der Wagenhalle Eschersheim im Dezember 2008

Am 28. Juni 1963 wurde auf der Eschersheimer Landstraße mit den Bauarbeiten begonnen. Da die Tunnelstrecke in offener Bauweise errichtet wurde, musste am 24. September die Eschersheimer Landstraße zwischen Dornbusch und Eschenheimer Tor für den Straßenbahnverkehr gesperrt werden. Dies war der erste große Einschnitt im Netz der Straßenbahnen, da damals die Eschersheimer Landstraße noch vor der Zeil die am stärksten belastete Strecke mit insgesamt sieben Linien war. Um den Straßenbahnbetrieb aufrechtzuerhalten, wurde im Straßenzug Am Dornbusch–Hansaallee–Bremer Straße–Reuterweg–Mainzer Landstraße eine Umleitungsstrecke eingerichtet, die bis zur Eröffnung der U-Bahn-Strecke am 4. Oktober 1968 den Verkehr aufnahm. Ein Teil des Verkehrs wurde auch über die Eckenheimer Landstraße umgeleitet. Im nördlichen Teil der Eschersheimer Landstraße wurde der Betrieb trotz der umfangreichen Bauarbeiten aufrechterhalten, war aber durch stellenweise eingleisige Streckenführungen und zeitweise Vollsperrungen in seiner Leistungsfähigkeit stark eingeschränkt. Durch den Bau der U-Bahn wurde die ehemalige Wagenhalle der FLAG, die zuletzt noch für Fahrzeuge der Linie 23 genutzt wurde, am 21. März 1967 vom Schienennetz abgetrennt.

### 1970er – „Parallelverkehr“ zur S- und U-Bahn

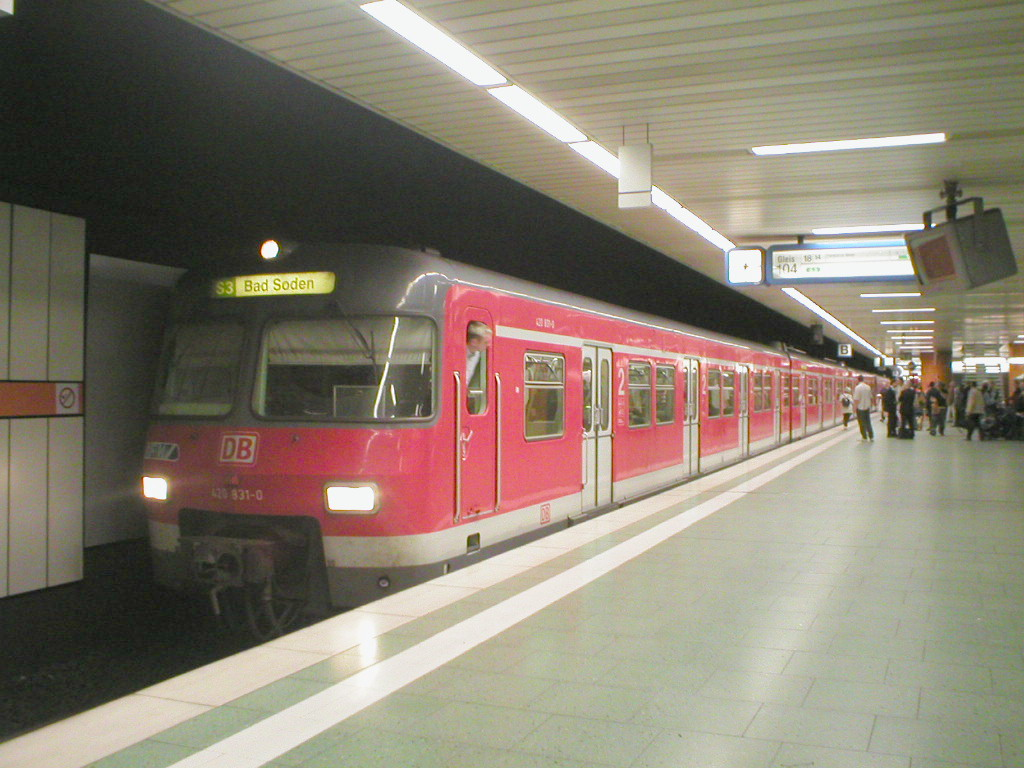
Die S-Bahn brachte für viele Stadtteile den Abschied von der Straßenbahn

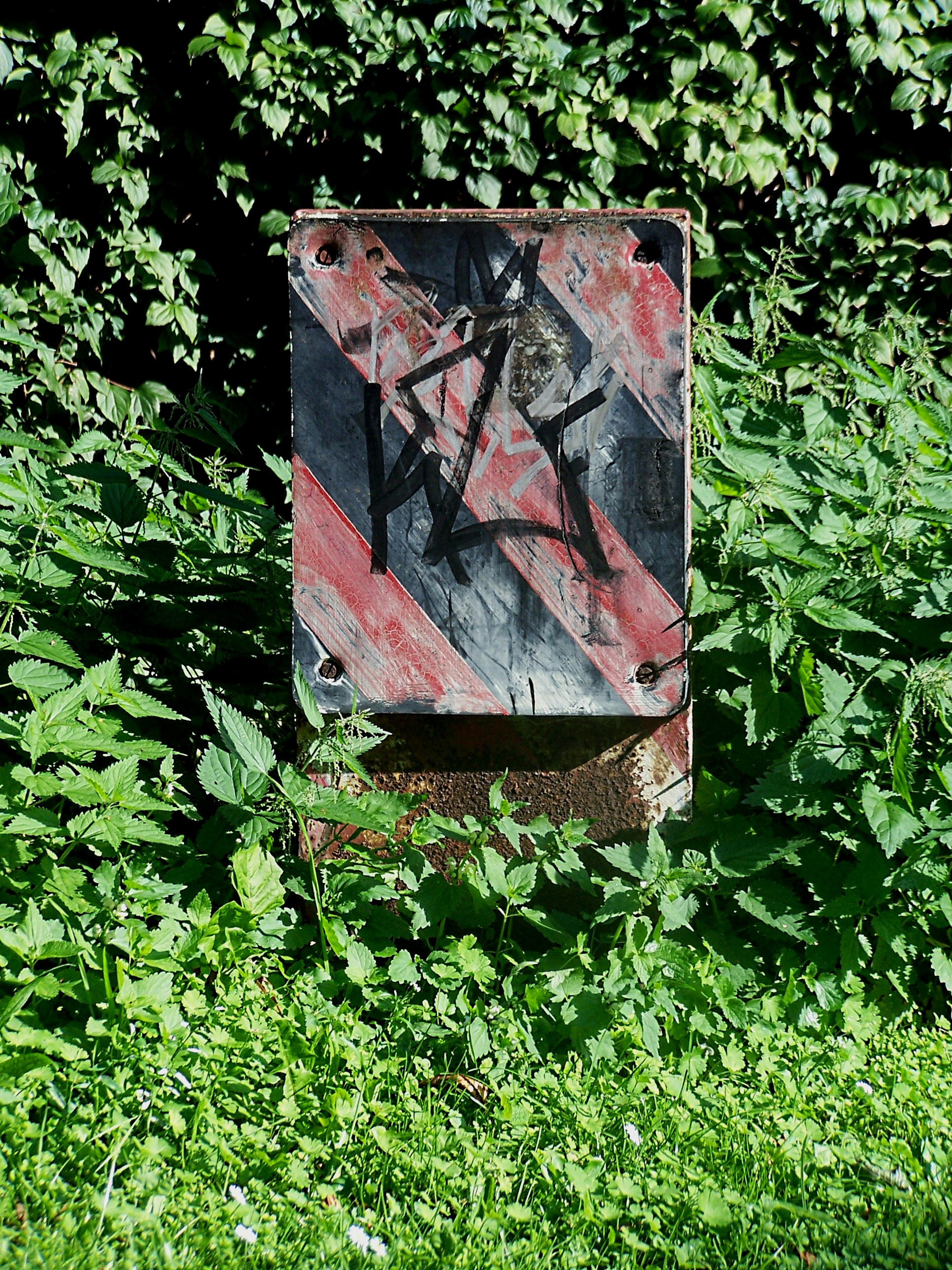
Ehemaliger Prellbock der Straßenbahn-Wendestelle am Röderbergweg, die 1985 mit dem Weiterbau der C-Strecke der U-Bahn vom Zoo nach Enkheim aufgegeben wurde

Fast zeitgleich mit der Entscheidung zum Bau der U-Bahn begannen in den 60er Jahren die Planungen zum Bau einer S-Bahn, die Städte und Gemeinden in einem Umkreis von 30 km an die City anschließen sollte. Als Kernstück der S-Bahn war ein 6 Kilometer langer Tunnel unter der Frankfurter Innenstadt geplant, der die damals 14 Regionalbahnen aufnehmen sollte, die bislang im Hauptbahnhof endeten. 1962 wurde der Bau dieser damals V-Bahn genannten Strecke als gemeinsames Projekt von der Stadt Frankfurt am Main und der Deutschen Bundesbahn beschlossen.
Im Jahr 1969 begannen die Bauarbeiten, die ab 1971 einen weiteren großen Einschnitt im Straßenbahnnetz mit sich brachten: Der gesamte Platz vor dem Hauptbahnhof wich einer riesigen Baugrube, die das Netz im westlichen Teil der Stadt in zwei Hälften teilte und einen aufwendigen Schienenersatzverkehr zwischen dem Platz der Republik und dem Südeingang des Hauptbahnhofes erforderlich machte.
1970 begann der Bau der U-Bahn unter der Berger Straße in Richtung Bornheim. Deshalb wurde die über Bornheim nach Seckbach führende Straßenbahnlinie 2 eingestellt und zwischen Bornheim und Seckbach durch eine Omnibuslinie ersetzt.
Eine wichtige Voraussetzung für den Betrieb der S-Bahn war die Gründung des Frankfurter Verkehrsverbundes (FVV) im Jahre 1974, durch den die Tarifstruktur der Stadtwerke Frankfurt (als Betreiber der Straßenbahnen, U-Bahnen und Stadtbusse) und der Deutschen Bundesbahn, welche die Regionalbahnen betrieb, vereinheitlicht wurde. Ab dem Fahrplanwechsel am 26. Mai 1974 konnten die Fahrgäste beide ÖPNV-Netze mit einem gemeinsamen Fahrschein nutzen.
Die Gesellschafter des FVV hatten vereinbart, aus wirtschaftlichen Gründen keinen Parallelverkehr verschiedener Verkehrsmittel zu betreiben, sondern insbesondere den Straßenbahnverkehr im Zuge des Ausbaus der Schnellbahnstrecken schrittweise einzustellen. Als erstes wurde daraufhin am 25. Februar 1978 die Straßenbahnstrecke von Berkersheim zum Hauptbahnhof (Linie 13) stillgelegt, weil sie zwischen Preungesheim und Hauptbahnhof parallel zur neuen Stadtbahnstrecke U5 verlief. Gegen die Stilllegung formierte sich eine Bürgerinitiative Rettet die 13, die sich jahrelang ohne Erfolg für die Wiederaufnahme des Betriebes einsetzte. Kurze Zeit später, am 11. März 1978, erfolgte der feierliche Abschied der letzten zweiachsigen Triebwagen aus dem Linienbetrieb.
Mit der Eröffnung der Frankfurter S-Bahn am 27. Mai 1978 wurden auch die Strecken nach Griesheim (Linie 14) und Rödelheim (Linie 23) sowie die oberirdische Stadtbahnverbindung zwischen Hauptwache und Hauptbahnhof (Linien A3 und A4) eingestellt. Gleichzeitig wurde die Zeilstrecke wegen des Baus des S-Bahn-Tunnels stillgelegt und der Verkehr in benachbarte Straßenzüge umgeleitet.
Nach Fertigstellung der drei U-Bahn- und des S-Bahn-Tunnels sollten alle Straßenbahnstrecken in der Innenstadt stillgelegt werden. Auch der kommunale Regierungswechsel von 1977 änderte nichts an dieser Planung, die unter dem neuen Oberbürgermeister Walter Wallmann in Form des Entwicklungskonzepts „Schienenfreie Innenstadt“ konkrete Gestalt annahm.
Durch die Stilllegung von „parallel verkehrenden“ Straßenbahnen nahm man in Kauf, dass damit für viele Fahrgäste Direktverbindungen entfielen. Trotz Umsteigens sollten sich für sie kürzere Fahrzeiten ergeben als früher. Es sollte sich jedoch zeigen, dass die „Vermeidung von Parallelverkehr“ und die „Schienenfreie Innenstadt“ auf Widerstand stießen.

### 1980er – Schienenfreie Innenstadt?

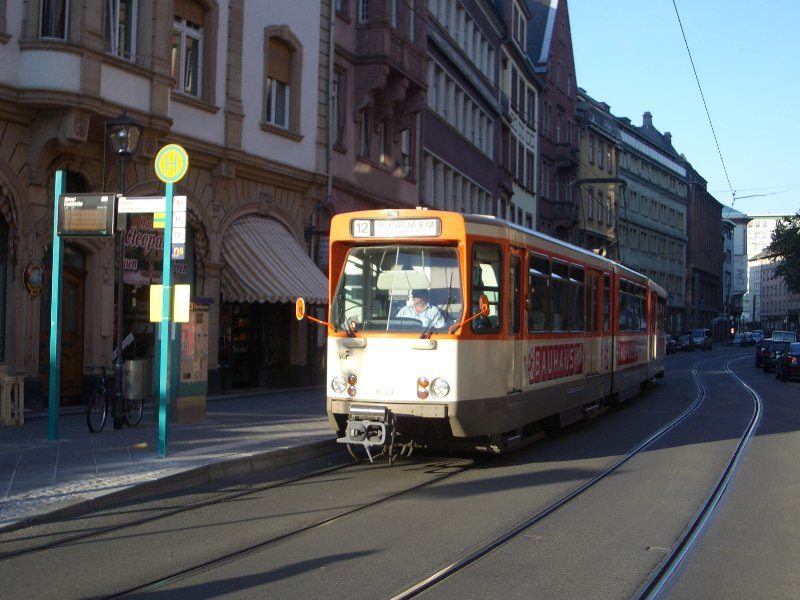
Der tunnelgängige Fahrzeugtyp P sollte die Abwicklung des Trambetriebes übernehmen

Mit der für den 27. September 1986 geplanten Eröffnung der U-Bahn-Strecke Bockenheim–Zoo (C-Strecke) sollten alle Straßenbahnstrecken in der Innen- und Altstadt stillgelegt und die betreffenden Straßenzüge städtebaulich aufgewertet werden. Lediglich eine Stichstrecke zur Konstablerwache sollte als Zubringer für S-Bahn und U-Bahn vorübergehend erhalten bleiben.
Gegen diese Pläne formierte sich eine Bürgerinitiative, die innerhalb eines Jahres fast 60.000 Unterschriften für den Erhalt der Straßenbahnstrecken sammelte. Der zuständige Regierungspräsident lehnte daraufhin Ende August 1986 die Stilllegung ab und forderte den Erhalt dreier Linien auf der Altstadtstrecke.
Der am 14. August 1986 gewählte neue Oberbürgermeister Wolfram Brück ließ den Konflikt daraufhin in einer Weise eskalieren, die er später als schweren politischen Fehler eingestand. Er sagte die Eröffnung der neuen U-Bahn-Strecke zwei Tage vor dem geplanten Termin ab und untersagte alle aus diesem Anlass geplanten öffentlichen und privaten Feiern. Gleichzeitig drohte er mit dem Austritt Frankfurts aus dem Frankfurter Verkehrsverbund (FVV), dessen neuer Winterfahrplan die stillzulegenden Straßenbahnlinien bereits nicht mehr enthielt. Der Streit um die fertiggestellte, aber vorerst ungenutzte U-Bahn-Strecke sorgte bundesweit für Schlagzeilen.
Anfang Oktober lenkten die Konfliktparteien ein. Der Kompromiss sah vor, die Altstadtstrecke mit der Linie 11 zu erhalten, aber alle übrigen Innenstadtlinien wie geplant stillzulegen. Als Zugeständnis an das Konzept, die Straßenbahn nur als Zubringer zur Schnellbahn zu erhalten, erhielt die Linie 11 ihre Endhaltestelle an der Südseite des Hauptbahnhofes und fuhr über eine Schleife auch die U-Bahn-Station Zoo an.
Mit drei Wochen Verspätung wurde die neue U-Bahn am 12. Oktober 1986 ohne Feier eröffnet. Die Straßenbahn-Linie 12 endete nun in der Großen Friedberger Straße an der Konstablerwache, wofür ein seit 1978 stillgelegter Streckenabschnitt reaktiviert wurde. Die neue Linie 11 hatte täglich zwischen 5.000 und 10.000 Fahrgäste, trotz einer umständlichen Linienführung und immer wieder aufkommender Stilllegungsdiskussionen.

## Die Wiederentdeckung der Straßenbahn

### Die Wende in der städtischen Verkehrspolitik

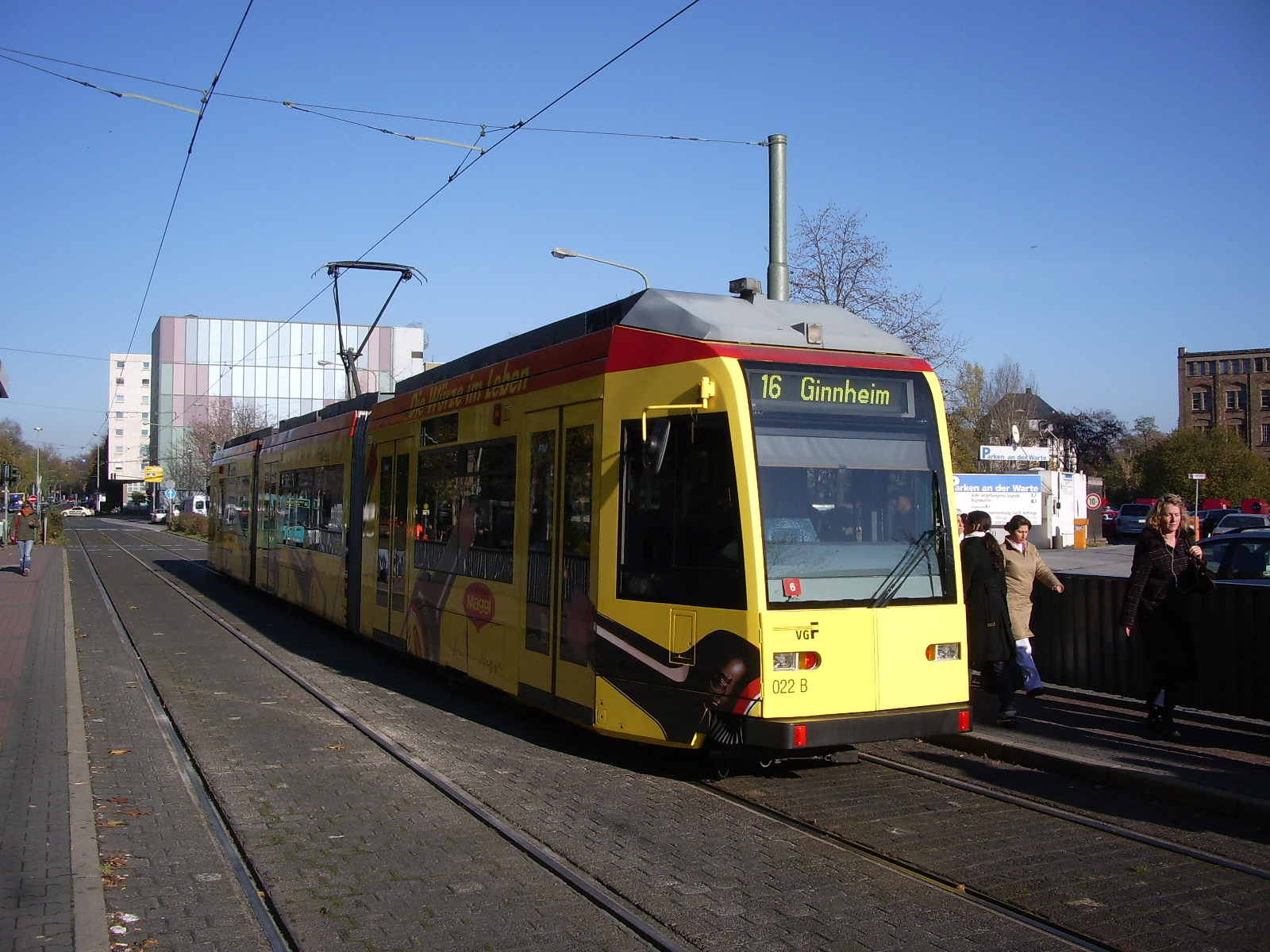
Die Bestellung neuer Niederflurfahrzeuge war 1993 das Signal zur Wiederbelebung der Straßenbahn.

Bei der Kommunalwahl 1989 verlor die CDU ihre absolute Mehrheit. Die neue rot-grüne Koalition unter Volker Hauff kündigte eine Änderung der Verkehrspolitik an, in der die Straßenbahn wieder eine größere Rolle spielen sollte. Trotzdem kam es 1992 mit der Verlängerung der U-Bahn-Linie U7 zur Stilllegung eines Abschnittes der Linie 12 nach Bergen, da auf dem Abzweig der Strecke eine Stadtbahnhaltestelle entstand. Die Trasse ist größtenteils erhalten, eine Reaktivierung ist allerdings vorerst unwahrscheinlich.
1993 wurden auf Wunsch der Stadtregierung neue Straßenbahnwagen mit kompletter Niederflurausstattung bei Düwag bestellt, die noch vor der Kommunalwahl im selben Jahr in Frankfurt eintreffen sollten. Die Wagen des neuen Typs R bekamen, als Zeichen der „Wiedergeburt“ der Straßenbahn, die Nummern 001 bis 040, machten in der Folgezeit jedoch durch häufige technische Pannen auf sich aufmerksam. Die dringend erforderliche Modernisierung des Fahrzeugparks verzögerte sich dadurch weiter.

### Streit um Streckenneubau
„Vorzeigeprojekt“ der neuen Verkehrspolitik sollte eine Verlängerung der Straßenbahn-Linie 12 sein, die seit 1986 in der Großen Friedberger Straße endete. Sie sollte über eine neue Strecke durch das Stadtzentrum über die Konstablerwache zum Börneplatz erhalten und dort an die Altstadtstrecke anschließen, um neben der Linie 11 eine zweite Durchmesserlinie zu schaffen.
Die Planung dieser nur 740 Meter langen Neubaustrecke führte jedoch zu einer erneuten heftigen Debatte über die Zukunft der Straßenbahn. Die Protagonisten der Ereignisse von 1986 waren noch aktiv, beide Seiten vertraten ihre unvereinbaren Positionen mit ideologischer Härte.
Während die Befürworter der Neubaustrecke immerhin auf den weltweiten Trend neuer Straßenbahnplanungen verweisen konnten, versuchten die Gegner, den Bau durch politische Manöver zu verhindern. Die nun oppositionelle CDU und die Industrie- und Handelskammer prognostizierten den Zusammenbruch des Straßenverkehrs in der Innenstadt, falls die Strecke gebaut werde, der FVV sah erneut unzulässigen „Parallelverkehr“ entstehen. Die Geschäftsleute in der Großen Friedberger Straße, in der die Linie 12 bis dahin provisorisch endete, stellten sich aus entgegengesetzten Motiven gegen den Neubau: sie wollten nämlich den Straßenbahnanschluss in ihrer Straße nicht verlieren. Trotz immer neuer Abstimmungen im Stadtparlament kamen das Planfeststellungsverfahren und die Förderung durch das Land Hessen letztlich in Gang, allerdings verzögerte sich der Baubeginn um sieben Jahre: anstatt wie geplant im Frühjahr 1990 begannen die Bauarbeiten erst im Juni 1997. Die CDU verfügte ab 1995 mit ihrer Oberbürgermeisterin Petra Roth wieder über politische Macht in Frankfurt, Roth gab ihren anfänglichen Widerstand gegen die Straßenbahn aber schließlich auf. Bei der Eröffnung am 17. September 1999 nannte sie die Durchsetzung des Vorhabens als „Stück angewandter, praktizierter Demokratie“.
Die CDU befürwortete in der Folge auch für einige andere neuen Strecken die Erschließung durch U-Bahnen statt durch Straßenbahnen, ebenso lehnten die Grünen auch weiterhin jeden U-Bahnbau ab. Die harten Auseinandersetzungen zwischen beiden Lagern wichen jedoch einer pragmatischeren Politik. Der Straßenbahn wird heute von allen Parteien ein Existenzrecht eingeräumt, das über eine bloße Zubringerfunktion hinausgeht.
Am 13. Dezember 2003 wurde eine zweite Neubaustrecke eröffnet. Sie zweigt an der Messe von der Linie 16 ab und führt über die Hamburger Allee und die Voltastraße in das entstehende Rebstockviertel. Sie wird von der Linie 17 befahren, die seitdem das Rebstockbad mit dem Hauptbahnhof verbindet und seit Eröffnung der Neubaustrecke durch die Stresemannallee im Jahr 2014 bis Neu-Isenburg verkehrt.

### Späte Streckenstilllegung in Offenbach

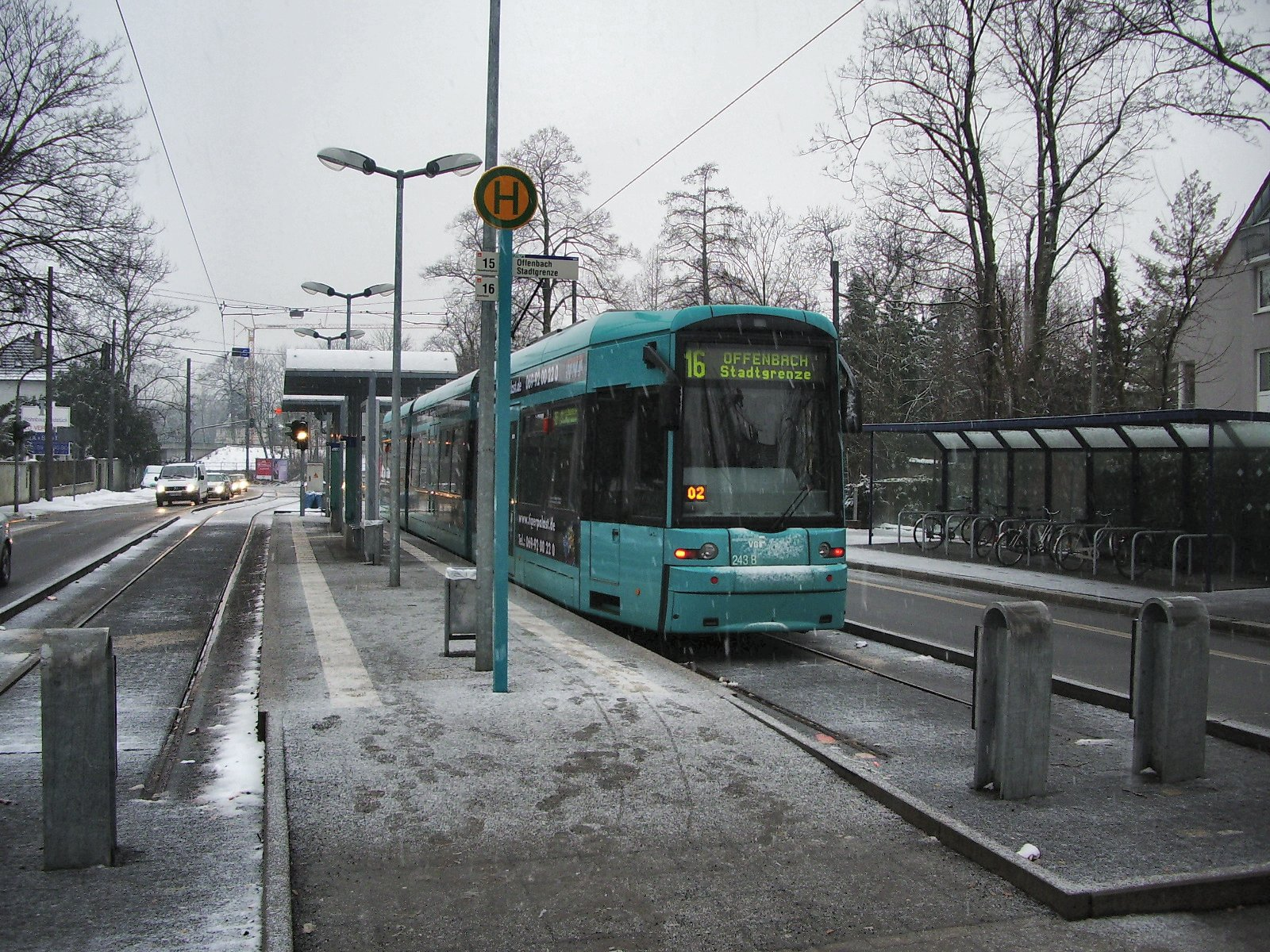
Seit 1996 endet die Straßenbahn an der Offenbacher Stadtgrenze

Anders als in Frankfurt sah man in der Nachbarstadt Offenbach die Straßenbahn nach wie vor als unerwünscht an. Nachdem bis 1967 fast alle Strecken und Linien der Offenbacher Straßenbahn eingestellt worden waren, wurde 1996 schließlich der letzte, von der Frankfurter Linie 16 befahrene Streckenabschnitt zwischen der Stadtgrenze und dem Marktplatz stillgelegt.
Da Offenbach nicht Mitglied des FVV war, benötigte man zwei Fahrscheine, wenn man aus dem FVV-Gebiet nach Offenbach fahren wollte. Lediglich für die Relation Frankfurt–Offenbach gab es einen speziellen Übergangstarif. Dies war ein Grund, weshalb in den ab 1993 eingesetzten Niederflurstraßenbahnen des Typs R zwischen der Endstation Marktplatz und der Offenbacher Stadtgrenze Schaffner mitfuhren. Notwendig waren die Schaffner aber auch, weil die Wagen im Gegensatz zu den zuvor eingesetzten O- und P-Wagen keine Entwerter für die Offenbacher Fahrscheine besaßen. Dieser Zustand hielt bis zur Gründung des RMV 1995 an.
Viele Fahrgäste kehrten der Straßenbahn den Rücken, da sie die Fahrt als zu teuer ansahen. Dennoch nutzten viele Bürger aus Ost-Sachsenhausen und Oberrad die Verbindung, um zum Einkaufen in die Offenbacher Innenstadt zu fahren. Als 1995 die S-Bahn nach Offenbach eröffnet wurde, zog sie zusätzlich Fahrgäste ab. Eine gleichzeitige Stilllegung mit der Eröffnung der S-Bahn konnten Bürgerproteste (unter anderem aus Oberrad) und Verkehrsinitiativen zunächst verhindern. Doch auch nach Umwandlung des FVV zum RMV, die gleichzeitig mit der Eröffnung der S-Bahn im Jahre 1995 geschah, blieb die Tarifhürde.
Da die Straßenbahn durch eine Fußgängerzone fuhr, betrieben viele Offenbacher Geschäftsleute Lobbyarbeit gegen die Straßenbahn; es wurde sogar eine Radarfalle für die Straßenbahn aufgebaut, die kontrollierte, ob die zulässige Höchstgeschwindigkeit von 7 km/h eingehalten wurde. Nach Ansicht der Offenbacher Kommunalpolitiker stellte die Linie zudem einen unwirtschaftlichen Parallelverkehr zur S-Bahn dar.
Am 1. Juni 1996 hatte die Offenbacher Kommunalpolitik schließlich ihr Ziel erreicht. Obwohl vereinzelt Kaufleute und Bürger protestierten, wurden die letzten vier Haltestellen auf Offenbacher Seite am Tag darauf stillgelegt. Seitdem gibt es in Frankfurt keine städteübergreifende Straßenbahnlinie mehr, die Linie 16 endet an der Offenbacher Stadtgrenze.

### Aktuelle Entwicklung

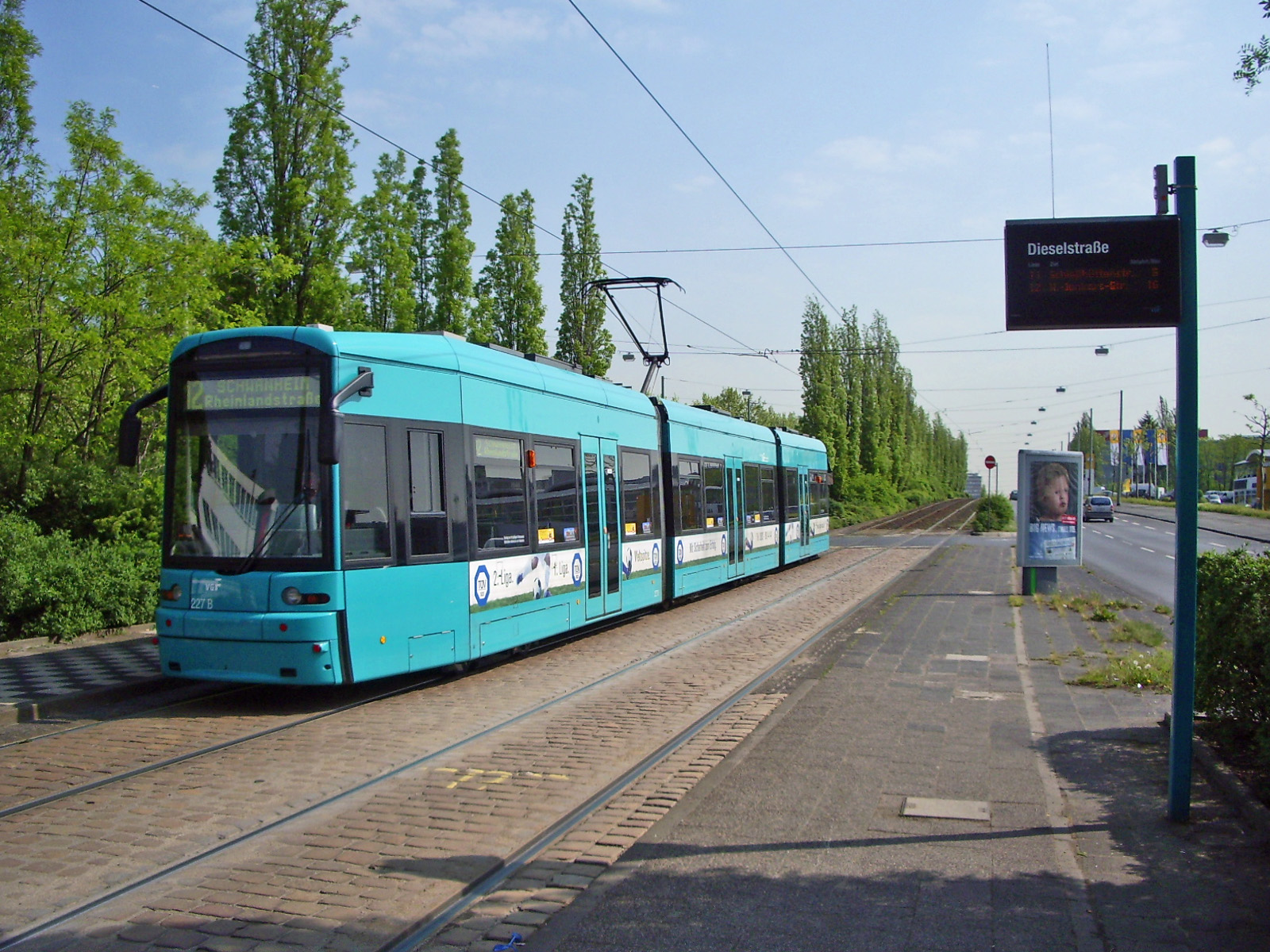
Die Niederflurwagen des Typs S sind die jüngsten Fahrzeuge der Frankfurter Straßenbahn.

Die politische Meinung zur Straßenbahn ist nach wie vor gespalten: Zum einen wurde Ende 2005 durch den damaligen Magistrat erklärt, dass es keine weiteren U-Bahn-Strecken geben werde. Zum anderen jedoch wird an einer Anbindung des neu entstehenden Europaviertels durch eine U-Bahn-Linie festgehalten.
Der Vorschlag, die teilweise im Straßenplanum verlaufende Linie U5 in eine Straßenbahnlinie umzuwandeln und durch den Einsatz von Niederflurfahrzeugen Barrierefreiheit herzustellen, wird vom Verkehrsdezernat nicht mehr verfolgt. 
Die meisten Ausbaupläne für die Straßenbahn sind zumindest prinzipiell durch den Magistrat befürwortet worden, einige wurden in den Generalverkehrsplan aufgenommen, andere stehen kurz vor der Realisierung. Die Finanzierung einiger Projekte ist jedoch nach wie vor unsicher. Konkrete Stilllegungspläne für einzelne Strecken bestehen derzeit nicht mehr.
Der seit den 60er Jahren geplante Weiterbau der U-Bahn-Linie U4 nach Ginnheim, der die Stilllegung des Bockenheim-Ginnheimer Abschnitts der Straßenbahnlinie 16 zur Folge gehabt hätte, wurde im schwarz-grünen Koalitionsvertrag 2005 fallengelassen, obwohl das Planfeststellungsverfahren bereits abgeschlossen und die Strecke baureif war. Stattdessen soll nun die Linie 16 modernisiert und beschleunigt werden, an der Endstation Ginnheim sollen U-Bahn (U1) und Straßenbahn besser verknüpft werden. Ginnheimer Anwohner und die Bürgerinitiative „Pro 16“ hatten heftig für die Beibehaltung der Straßenbahn gekämpft, da sie Beeinträchtigungen während der Bauphase und eine durch den größeren Haltestellenabstand schlechtere Erschließung Bockenheims befürchteten. Die Investoren der entstehenden Großsiedlung Riedberg im Norden der Stadt zeigten sich dagegen enttäuscht von der Entscheidung, da der neue Stadtteil durch die U-Bahn eine schnelle Verbindung zum Hauptbahnhof erhalten hätte.
Im Dezember 2011 wurde die Strecke Rohrbachstraße/Friedberger Landstraße–Gravensteiner Platz eröffnet, die von der Linie 18 befahren wird.
Im Dezember 2014 wurde mit Eröffnung der Neubaustrecke durch die Stresemannallee eine Lücke im südmainischen Netz geschlossen. Die etwa einen Kilometer lange Strecke schuf eine direkte Verbindung zwischen den Haltestellen Stresemannallee/Gartenstraße und Stresemannallee/Mörfelder Landstraße unter Errichtung einer neuen Haltestelle an der S-Bahn-Station Stresemannallee. Über die Neubaustrecke wurde die Linie 17, die bisher am Hauptbahnhof endete, bis an die Stadtgrenze von Neu-Isenburg verlängert, was eine für Pendler attraktive Direktverbindung von der Nachbarstadt an den Frankfurter Hauptbahnhof ergab.

## Älteste erhaltene Strecken
Die Route der ersten Frankfurter Straßenbahnstrecke, der 1872 eröffneten Pferdebahn vom Schönhof zur Hauptwache, wird auch heute noch mit Schienenverkehrsmitteln bedient, allerdings nicht auf der Straße, sondern unterirdisch, mit der U-Bahn-Strecke C (Linien U6/U7), die von den Bahnhöfen Kirchplatz bis Zoo fast exakt der ersten Pferdebahnstrecke und ihren ersten Erweiterungen folgt.
Der einzige Teil der Urstrecke, der auch heute von Straßenbahnen befahren wird, ist der heute als Betriebsstrecke ohne Linienverkehr genutzte Abschnitt in der Schloßstraße zwischen Kurfürstenplatz (damals Marktplatz) und Rödelheimer Straße. Dieser Abschnitt wurde allerdings bereits 1876 außer Betrieb genommen (die erste Streckenstilllegung in der Geschichte der Frankfurter Straßenbahn) und durch eine Route durch die Gremp- und Leipziger Straße (damals Kirchgasse und Frankfurter Straße) ersetzt. In der Schloßstraße fuhren allerdings ab 1898 wieder Pferdebahnen.
Die älteste durchgehend bis heute von Straßenbahnen bediente Strecke ist der Straßenzug Bernhard-Grzimek-Allee (damals Am Thiergarten) – Zobelstraße (damals Kleine Pfingstweidstraße), die den 1874 hierher verlegten Frankfurter Zoo mit dem 1848 eröffneten Hanauer Bahnhof verband, dessen Empfangsgebäude an der Ostseite der heutigen Zobelstraße lag. Diese Strecke wurde am 10. September 1875 eröffnet, der Hanauer Bahnhof blieb bis 1910 Endstation.
Die zweitälteste bis heute betriebene Strecke ist der Abschnitt der heutigen Linien 14 und 18 von der Ecke Lange und Rechneigrabenstraße über die Ignatz-Bubis-Brücke (Obermainbrücke) in die Dreieichstraße bis zur Ecke Willemerstraße, die am 15. April 1881 eröffnet wurde. Die Brücke selbst war 1938–1949 wegen Baufälligkeit gesperrt, die Zufahrtsstraßen bis zu den Maiufern jedoch weiterhin befahren.
Weitere vor 1900 eröffnete und durchgehend bis heute betriebene Strecken sind:
- Eckenheimer Landstraße von der Eckenheimer Anlage bis zur Hermannstraße, 6. April 1882 (heute U5)
- Seehofstraße / Offenbacher Landstraße – Oberrad – Offenbacher Landstraße / Dreieichring (eröffnet 1884, ehem. FOTG, die allerdings 1906 praktisch neu gebaut wurde)
- Die bis heute teilweise ebenerdig verlaufende Strecke in der Eschersheimer Landstraße, Teil der U-Bahn-Strecke A, von der Tunnelrampe an der Humserstraße (Dornbusch) bis zur Kurhessenstraße (damals Ginnheimer Weg) in Eschersheim, eröffnet am 12. Mai 1888 von der Frankfurter Lokalbahn AG.
- Strecken der Frankfurter Waldbahn, eröffnet 1889:
  - Textorstraße (Lokalbahnhof bis Brückenstraße), 6. Februar
  - Schweizer Straße (Gartenstraße bis Mörfelder Landstraße), 6. Februar
  - Mörfelder Landstraße (Schweizer Straße bis Stresemannallee), 6. Februar
  - die Strecke von der Mörfelder Landstraße über Louisa bis Neu-Isenburg, 6. Februar
  - Kiesschneise – Schwanheim, 18. April
- Eckenheimer Landstraße von Hermannstraße bis zur Nibelungenallee, 4. Juni 1892 (heute U5)
- Bockenheimer Warte – Adalbertstraße – Westbahnhof, 1. September 1892
- Hauptbahnhof – Düsseldorfer Straße (damals Bahnstraße, später Hohenzollernstraße) – Platz der Republik – Mainzer Landstraße – Galluswarte, 20. August 1895
- Hauptbahnhof / Münchener Straße (damals Kronprinzenstraße) – Friedensbrücke – Stresemannallee/Gartenstraße (damals Hippodrom), 31. Juli 1897
- Willy-Brandt-Platz (Schauspielhaus) – Weißfrauenstraße – Bethmannstraße – Paulsplatz, 1. Mai 1899
- Oberursel Bahnhof – Hohemark, 2. Oktober 1899 (heute Teil der U3)

Die erste elektrisch betriebene Linie der städtischen Straßenbahn (also außer der FOTG) war die am 10. April 1899 umgestellte Linie 5 (Palmengarten – Sachsenhausen – Bornheim Mitte), von der heute noch die Abschnitte in der Schweizer Straße und auf der Dreieichstraße/Bubisbrücke/Lange Straße in Betrieb sind.

## Weiterführende Informationen

### Wikipedia
- Straßenbahnunternehmen:
  - Frankfurter Trambahn-Gesellschaft (FTG, Pferdebahn)
  - Frankfurt-Offenbacher Trambahn-Gesellschaft (FOTG, Elektrische Schmalspurstrecke)
  - Frankfurter Lokalbahn AG (FLAG, nördliche Vorortstrecken)
  - Straßenbahn Bad Homburg vor der Höhe (privat betriebenes Vorortnetz)
  - Frankfurter Waldbahn (südliche Vorortstrecken, Dampfbetrieb)
  - Straßenbahn Offenbach (betrieblich verbundenes Nachbarnetz)
- Das Verkehrsmuseum Frankfurt am Main informiert über die Frankfurter Straßenbahngeschichte.